# Corridor biologique

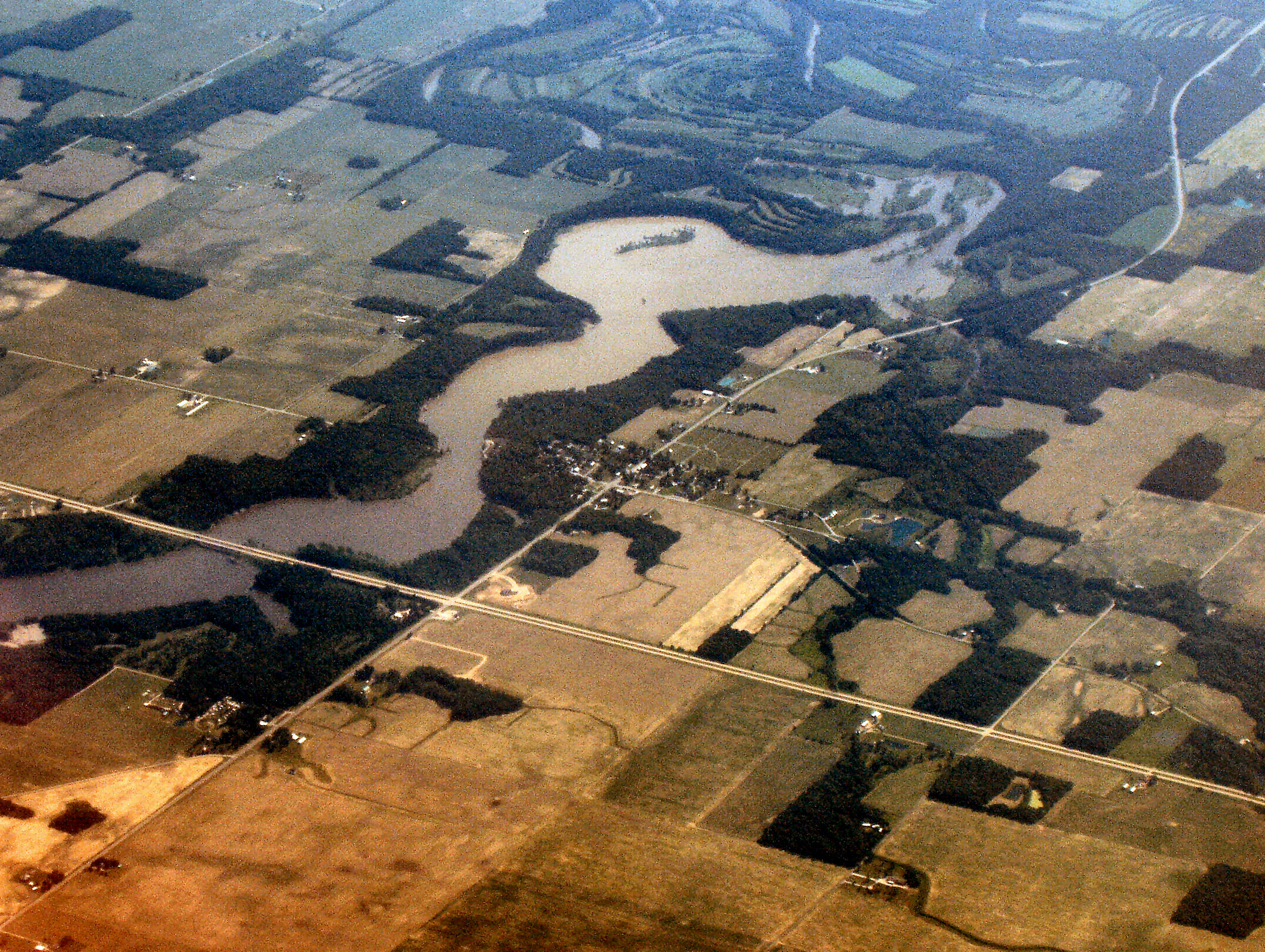
Toutes les structures faisant fonction de corridor biologique ne sont pas aussi faciles à identifier que ces reliques de ripisylves dans l'Indiana (États-Unis). Certains corridors peuvent être invisibles à nos yeux, mais néanmoins fonctionnels et vitaux pour les espèces qui les utilisent et qui ont des besoins particuliers en terme par exemple d'hygrométrie, d'acidité ou de pureté de l'eau. Noter la présence de routes fragmentantes.

L’expression corridor biologique (ou « biocorridor ») ou corridor écologique désigne un ou des milieux reliant fonctionnellement entre eux différents habitats vitaux pour une espèce, une population, une métapopulation ou un groupe d’espèces ou métacommunauté (habitats). Ces unités qui tranchent dans l'espace environnant en raison de leur configuration linéaire relativement étroite, de caractère végétal (haies, chemins, bords de chemins et ripisylves…), topographique (vallon, cours d’eau…) ou immatériel (corridor biologique sous-marin) et qui relient d'autres unités plus massives mais de nature analogue, créent une continuité qui permet la circulation des espèces animales et la dispersion des propagules végétales ou fongiques sans qu'elles s'exposent à un milieu plus hostile. Les corridors faunistiques constituent en outre des sites de refuge (contre les prédateurs), de reproduction, de nourrissage, de repos, d'hivernation, etc..

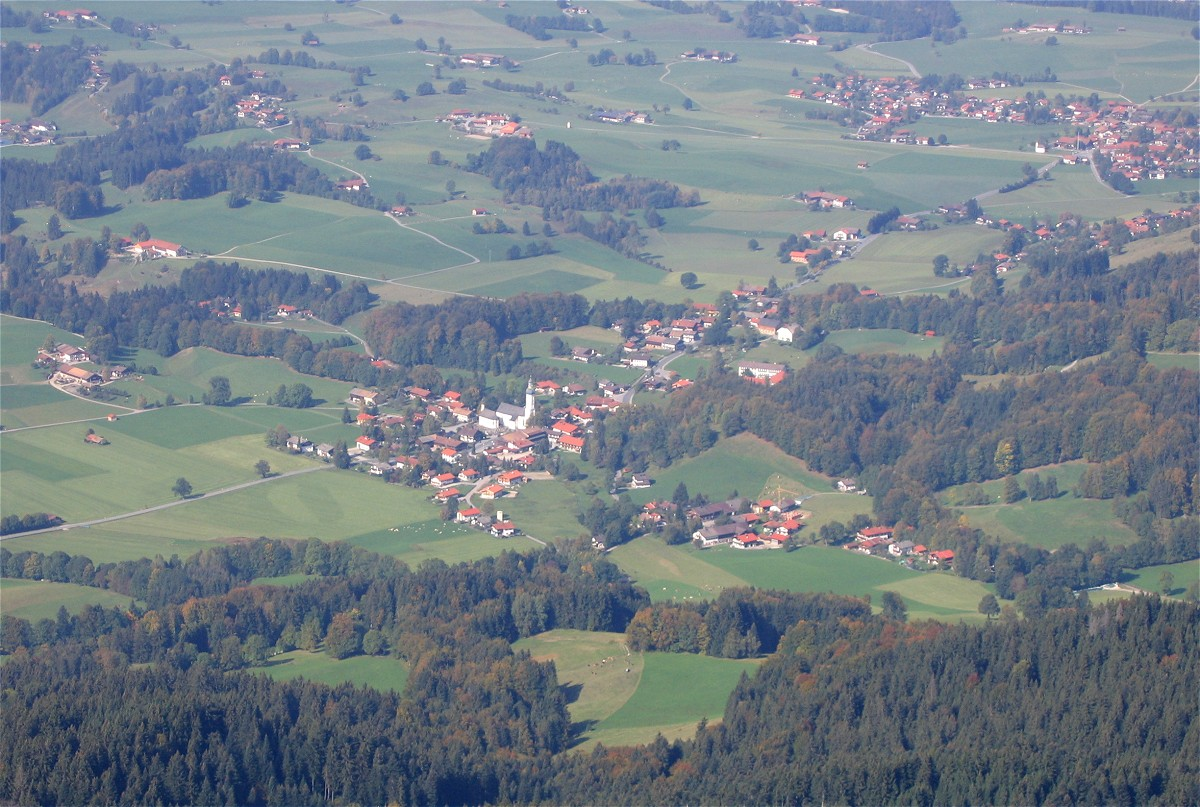
Milieux ouverts (prairies et cultures) et milieux fermés (forêts) peuvent dessiner de nombreux motifs et taches dont la forme influe sur leurs fonctionnalités écopaysagères. Ici les boisements restent relativement connectés.

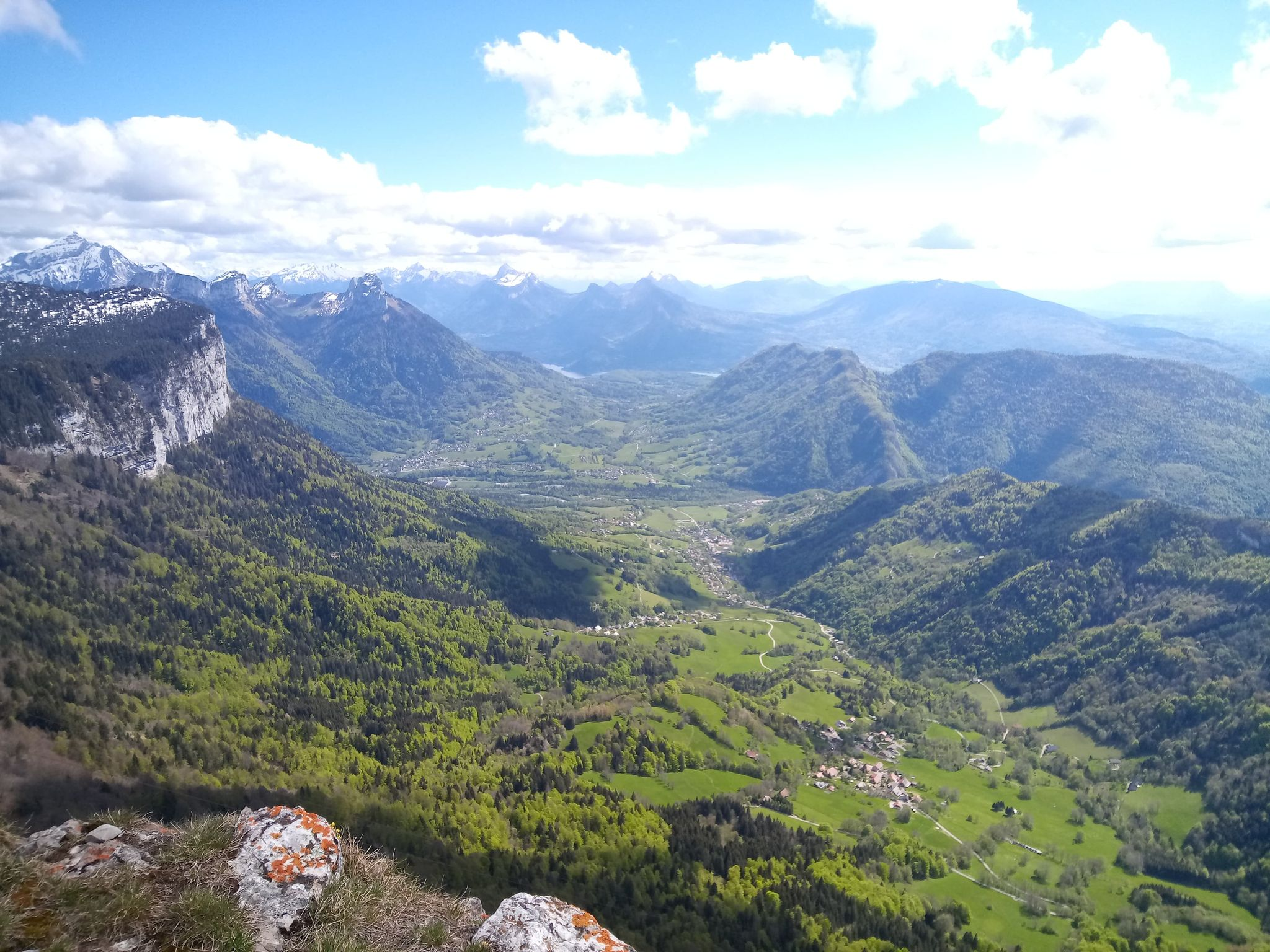
Le relief (ici de la vallée de Dingy-Saint-Clair, France) est également un élément déterminant, cols, vallées et montagnes, limitant ou orientant les déplacements de la faune et des propagules végétales. Cette vallée est par exemple barrée par un torrent (le Fier), mais elle oriente les oiseaux et espèces de vallées vers le col de Bluffy, ou le lac d'Annecy alors que certains oiseaux franchiront facilement la montagne d'Entrevernes ou au fond le massif des Bauges, ou sur la droite après le défilé, la crête du Mont Baret. La vallée a préservé une relative intégrité écologique grâce à la connectivité de son maillage de haies et boisements.

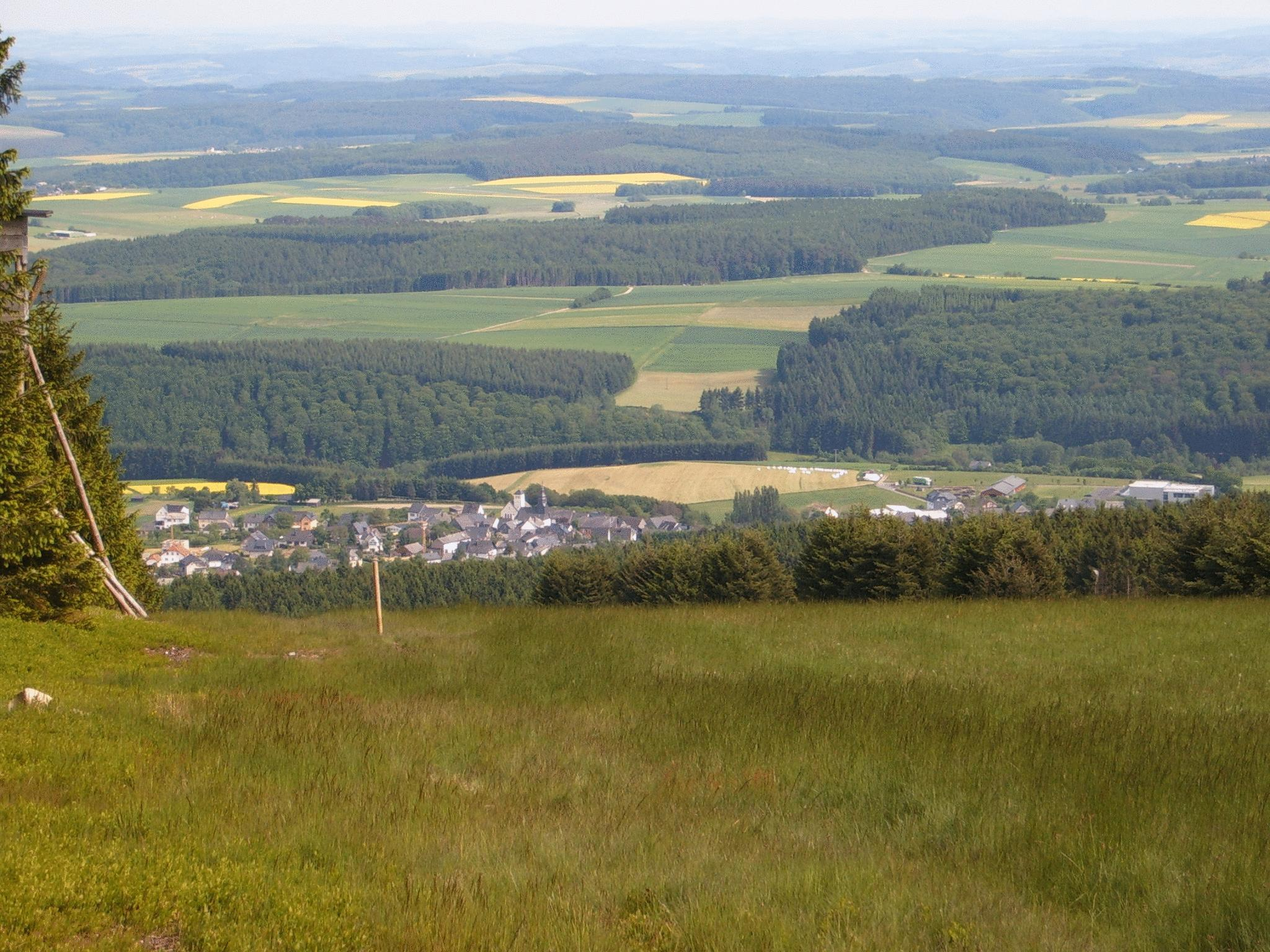
Dans ce paysage, les massifs boisés ne sont plus physiquement connectés, De nombreux invertébrés seront isolés dans les boisements. Mais sangliers et cervidés peuvent encore facilement circuler de l'un à l'autre.

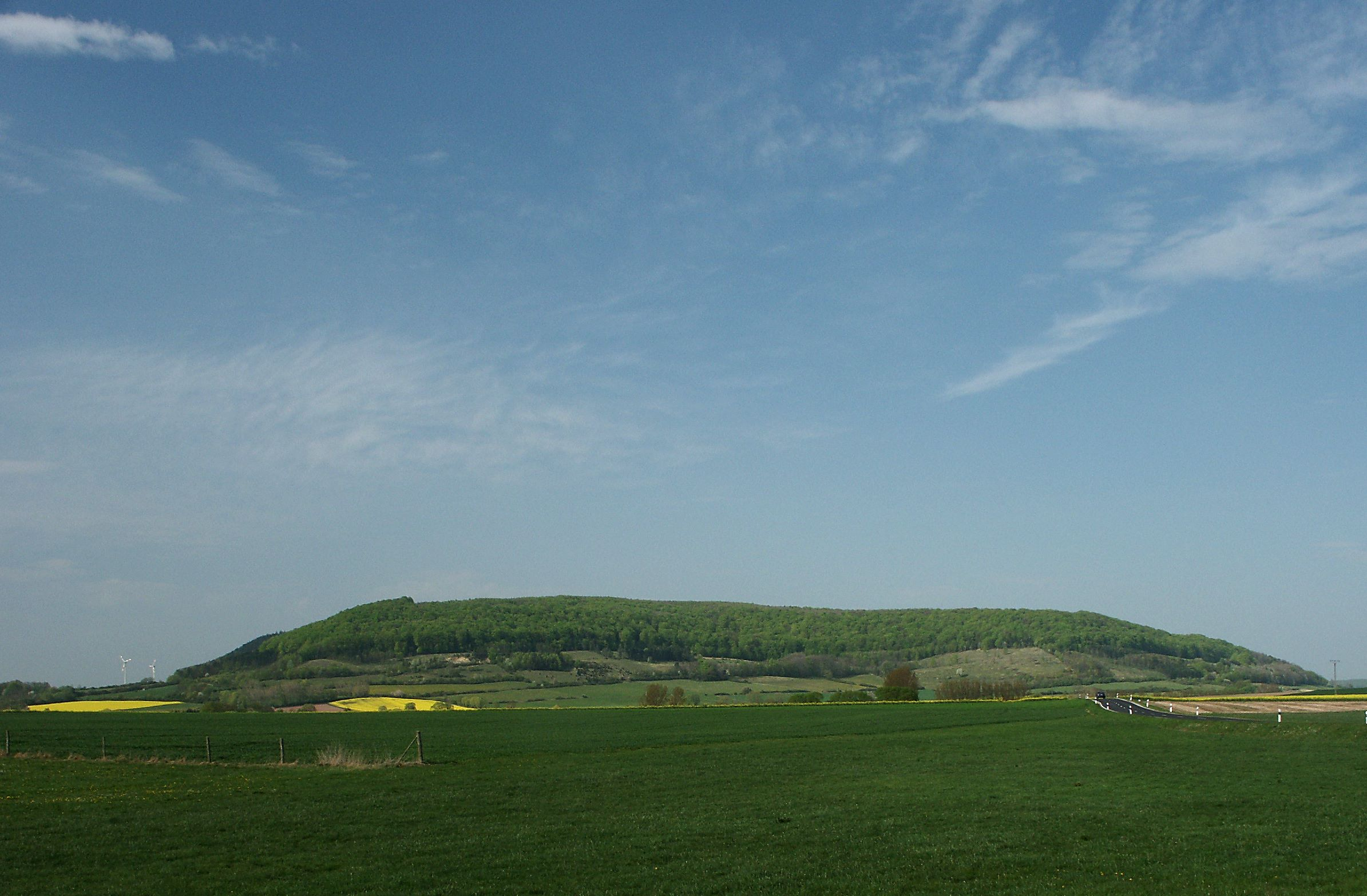
Les boisements sont souvent mieux conservés sur les buttes, pentes et talus, pauvres et/ou acides. Mais ils sont alors souvent écologiquement « insularisés », comme ici par l'agriculture. Des corridors biologiques peuvent ou pourraient (re)lier ces « îlots » entre eux.

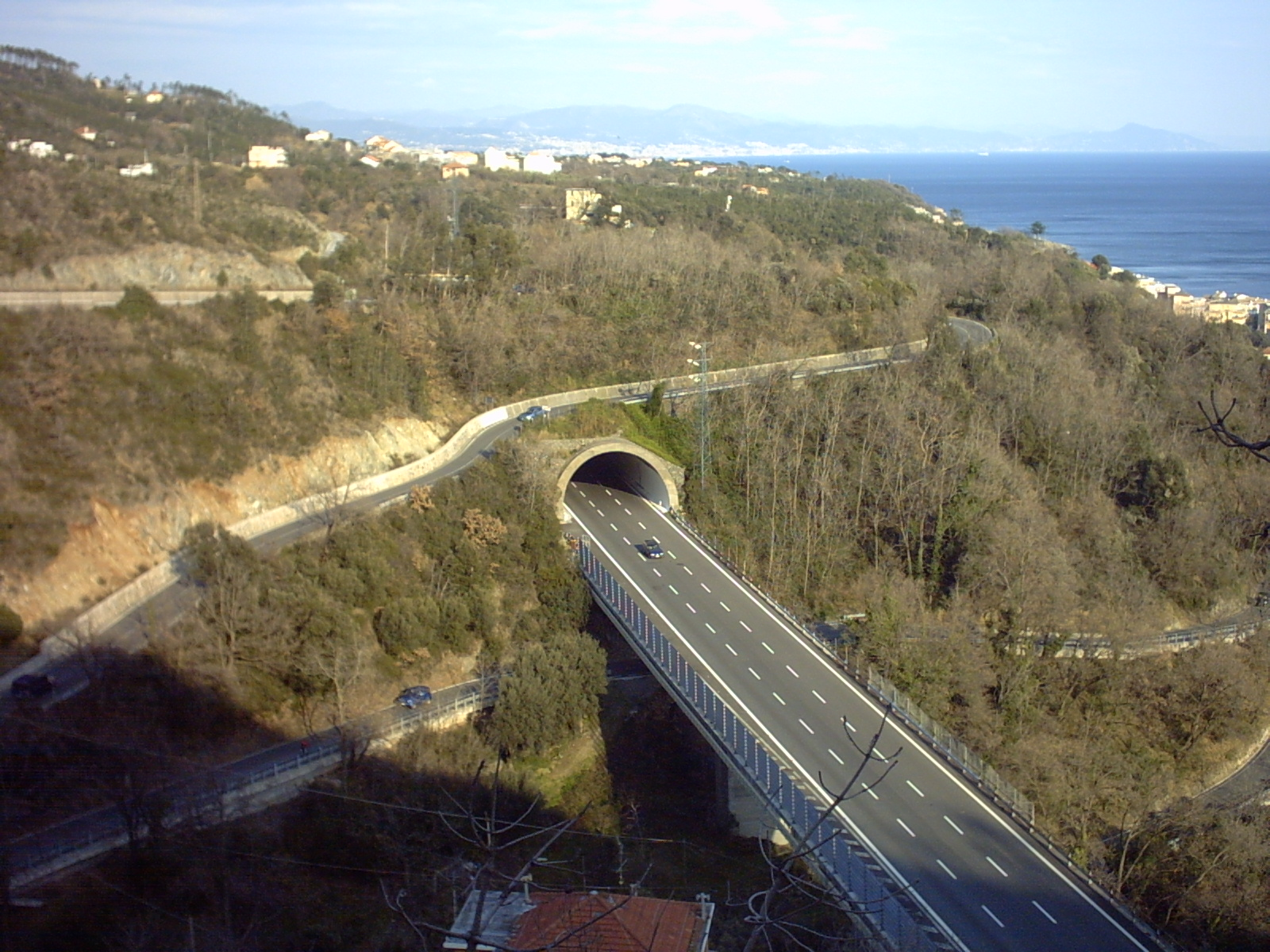
Les corridors littoraux sont fragmentés par de nombreuses routes. Le passage en tunnel et viaduc est beaucoup moins fragmentant, mais il est rare qu'il remplace les anciennes routes. Il s'y ajoute simplement.

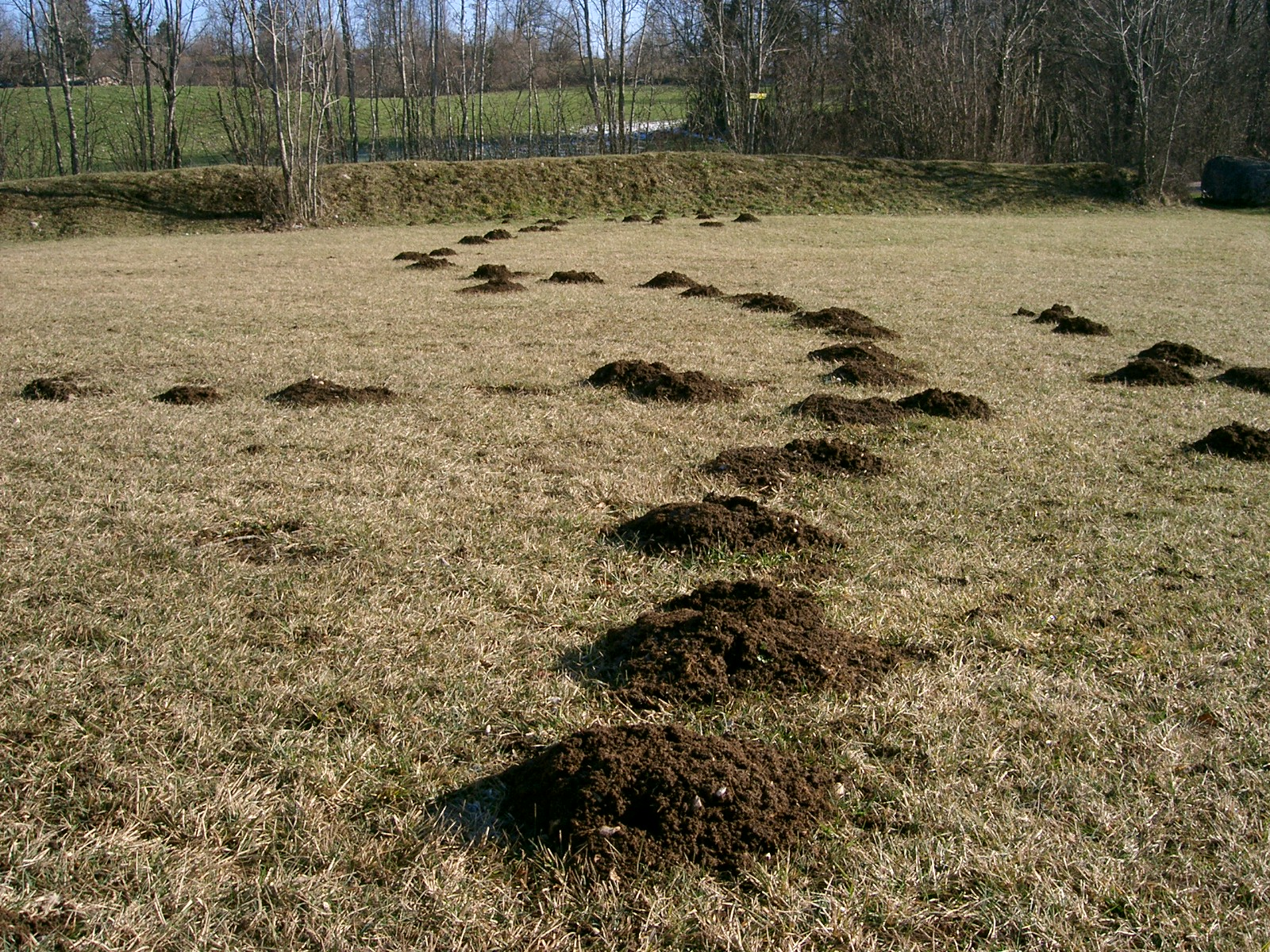
D'autres espèces souvent oubliées sont celles qui vivent dans le sol, dont les taupes ici rendues visibles par leurs monticules de terre.

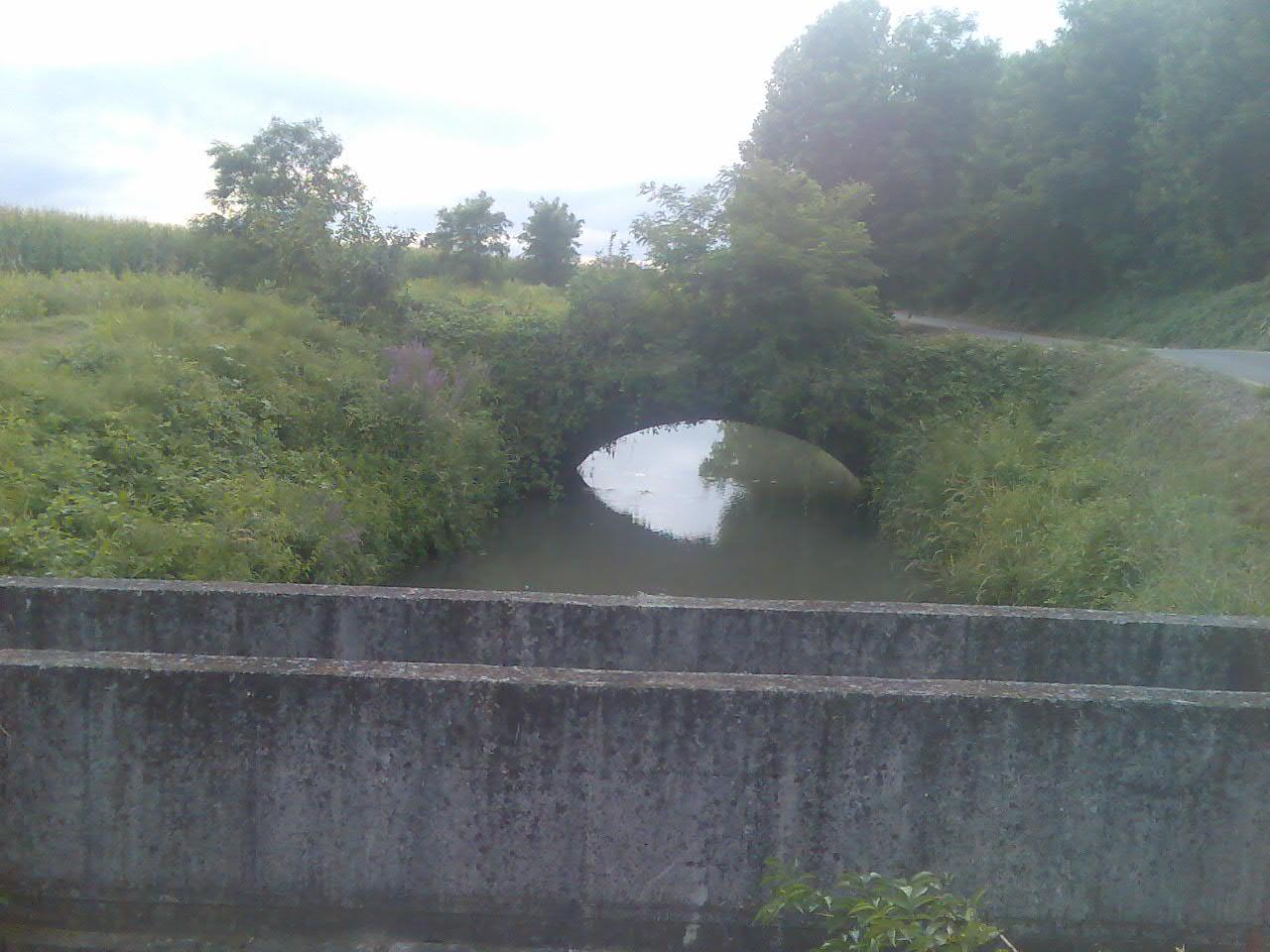
La végétalisation des parois de ce pont augmente son potentiel d'utilisation comme corridor.

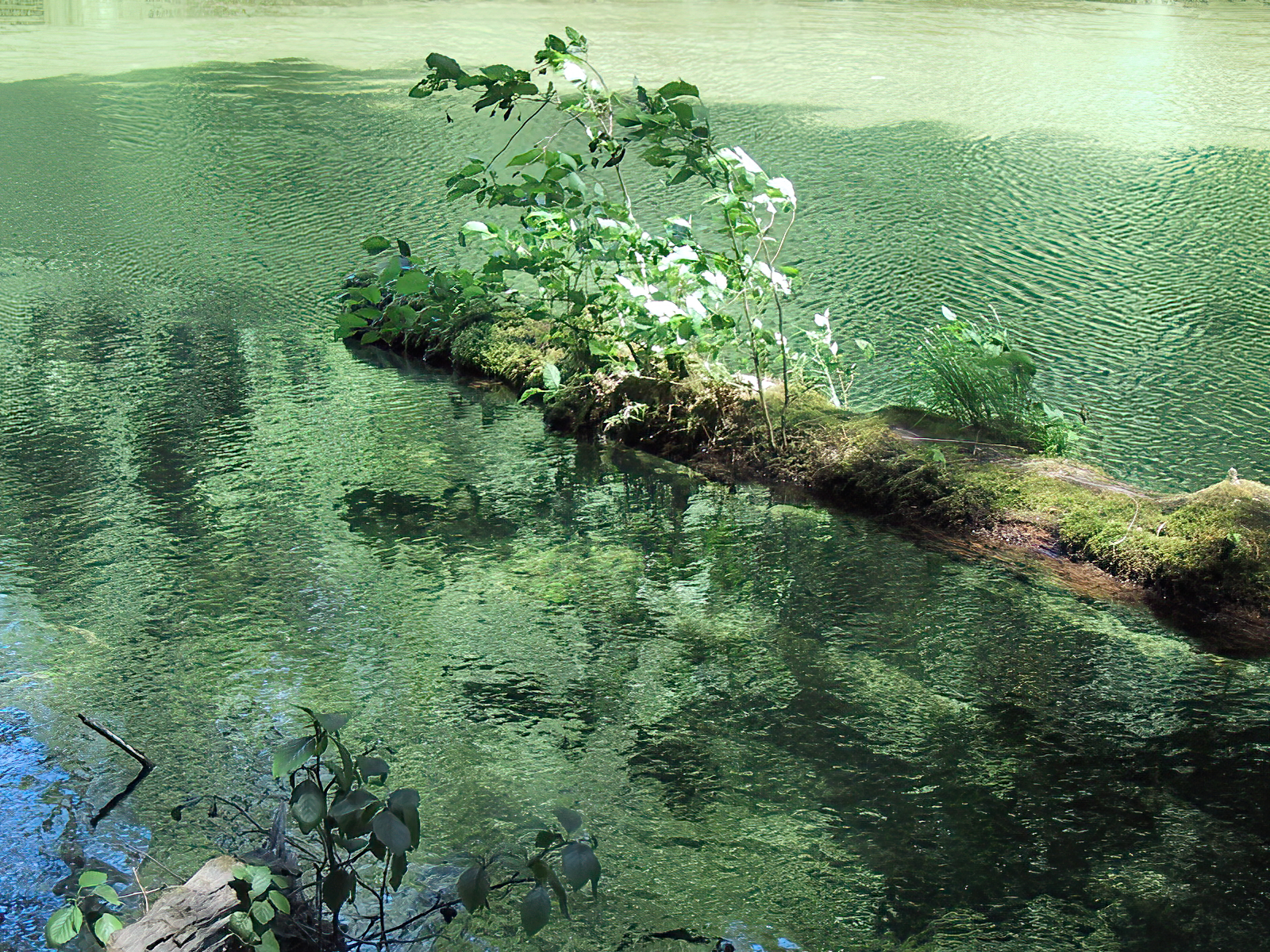
Tronc mort sur une rivière de la forêt pluvieuse de l'île de Vancouver (Colombie Britannique, Canada). De tels troncs en descendant les fleuves à l'occasion d'une inondation par exemple peuvent naturellement transporter des propagules de dizaines d'espèces de plantes et lichens, et des propagules de centaines d'espèces d'invertébrés et micro-organismes sur des distances parfois importantes et jusqu'en mer. Noter les arbres qui sont déjà en train de pousser dans le bois en décomposition, profitant de l'humidité et de la lumière reflétée par l'eau. C'est ainsi aussi qu'on peut parfois trouver des arbres dont on ne comprend pas comment ils auraient pu germer ou s'enraciner sous l'eau.

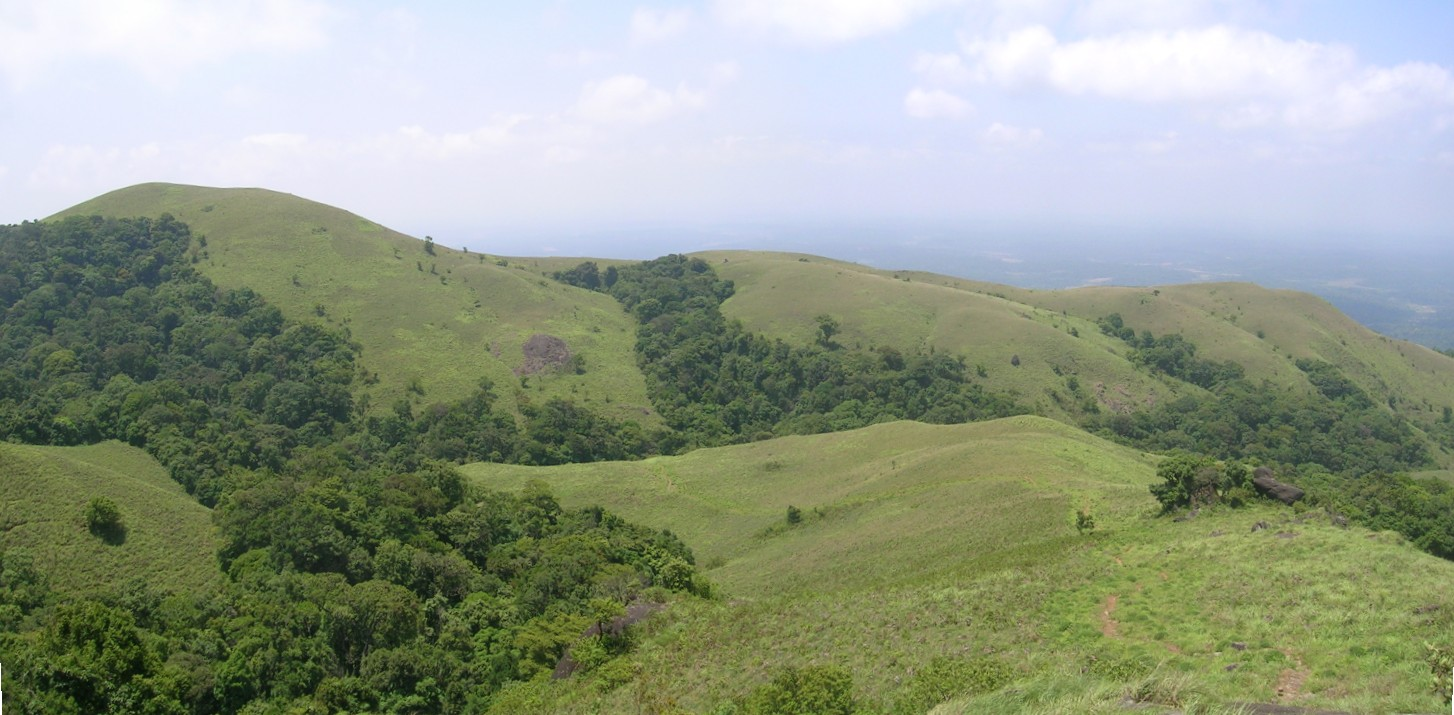
Ici les corridors boisés protègent également les cours d'eau du ruissellement et de l'érosion (Brahmagiris, Coorg, Inde).

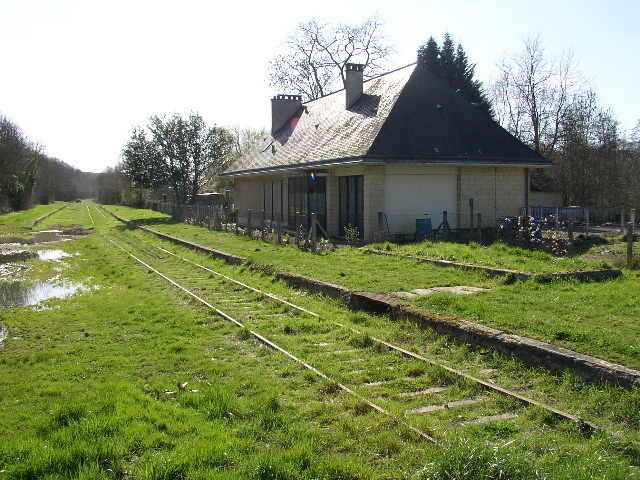
Les anciennes voies ferrées (ou cavaliers miniers) peuvent, avec une gestion adéquate acquérir des fonctions de corridors jusque dans les zones urbaines et industrielles. Elles sont souvent transformées en chemins de promenade.

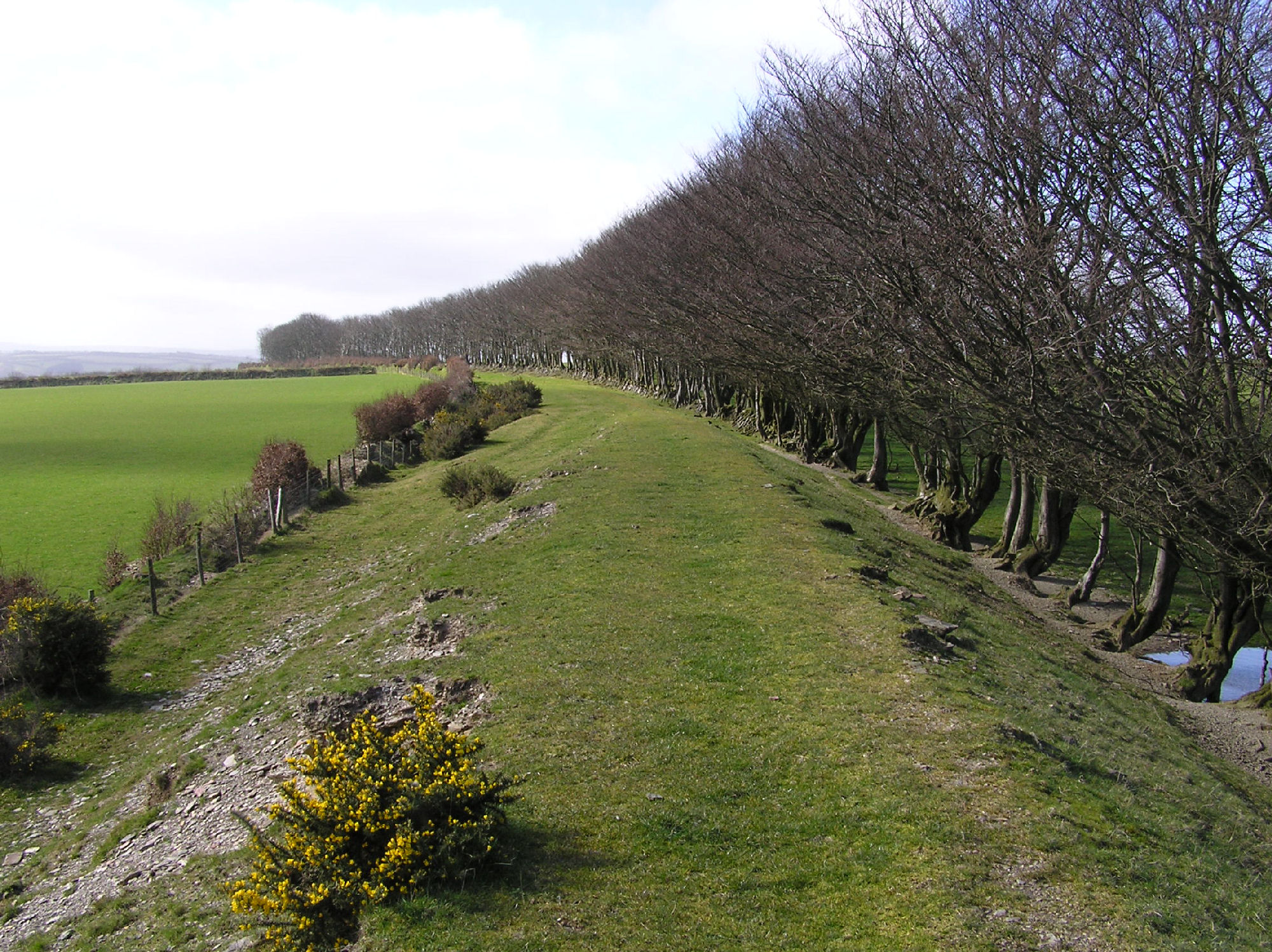
Autre exemple, en talus bordé d'arbres, d'ancienne voie ferrée pouvant développer une vocation de corridor biologique.

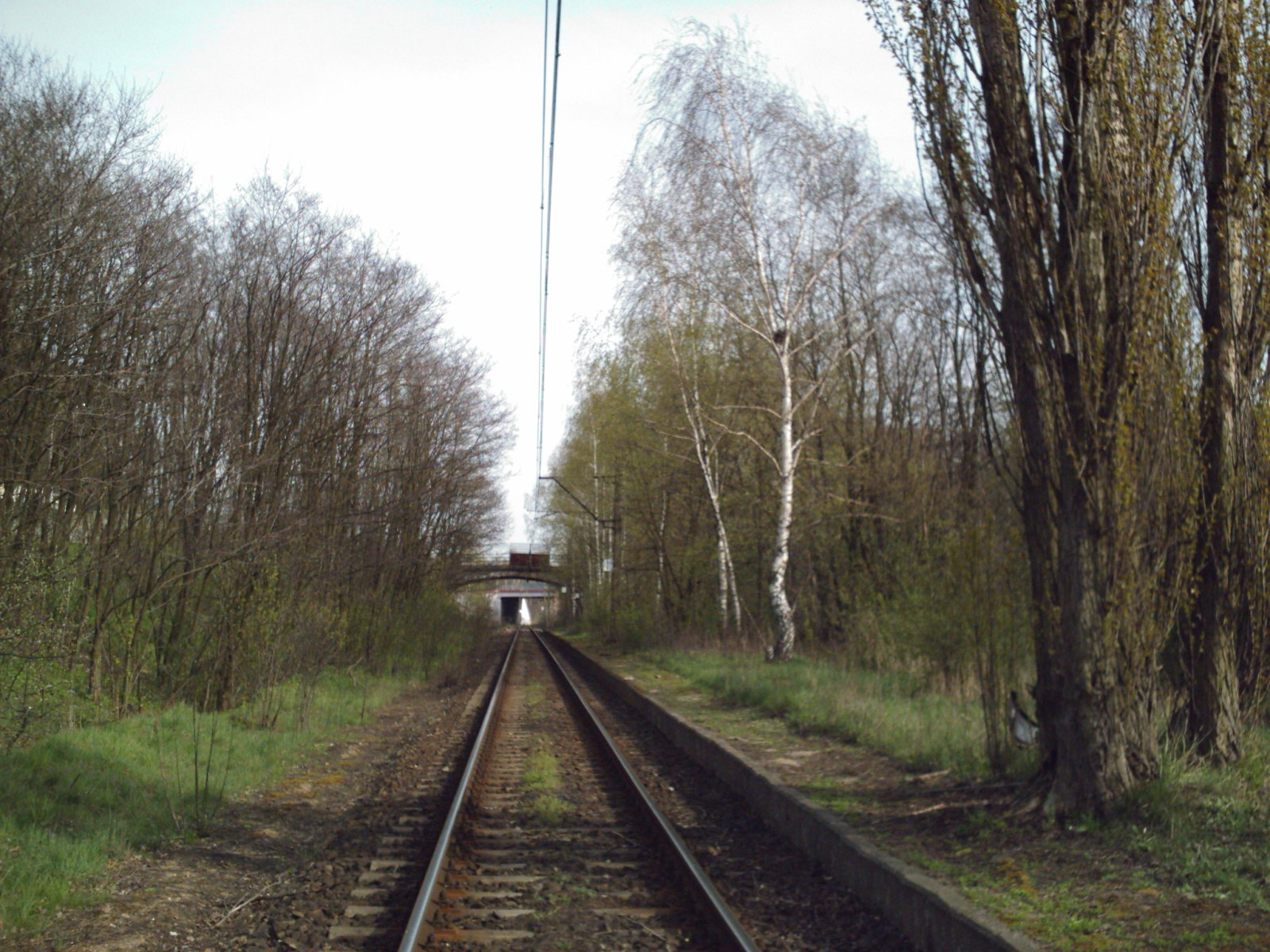
Les voies existantes, avec une gestion appropriée peuvent avoir un rôle de corridor, mais des trains nettoyeurs doivent débarrasser les rails des feuilles mortes qui font patiner les trains.

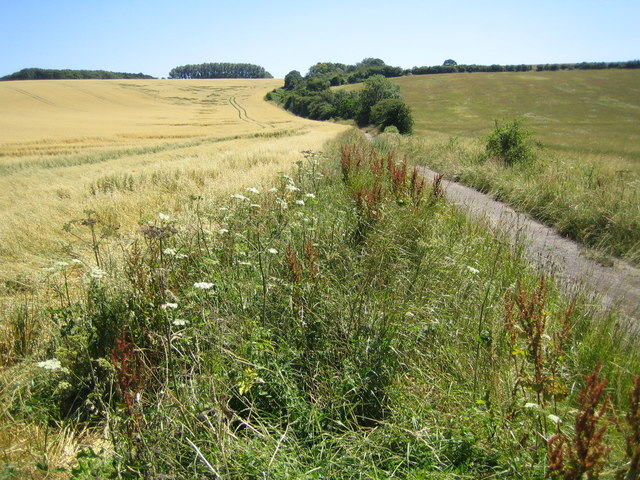
Peut-on, veut-on et doit-on chercher à donner une vocation de corridor biologique aux bords de routes ? (Sachant qu'ils subissent le bruit routier, la pollution routière et que la faune risque plus d'y être écrasée.) Les bas-côtés sont des refuges pour quelques espèces, et parfois des corridors pour certaines espèces, mais aussi des pièges écologiques. Une approche éviter-réduire-compenser pourrait diminuer les impacts routiers sur la biodiversité.

Ces structures écopaysagères permettent de connecter ou reconnecter entre elles plusieurs sous-populations (patchs). Elles permettent la migration d’individus et la circulation de gènes (animaux, végétaux ou fongiques) d’une sous-population à l'autre.
La restauration d’un réseau de corridors biologiques (maillage ou trame écologique) est une des deux grandes stratégies de gestion restauratoire ou conservatoire pour les nombreuses espèces menacées par de la fragmentation de leur habitat. L’autre, complémentaire, étant la protection ou la restauration d’habitats. Ils sont encore peu protégés, mais depuis les années 1990, ils commencent à être intégrés dans les politiques d'aménagement (restauratoire) du territoire et dans le droit international et local,, contribuant à une troisième et nouvelle phase du droit de la conservation de la nature.

## Définitions
De manière générale, dans le champ de l’écologie du paysage, le mot corridor désigne toute liaison fonctionnelle entre des écosystèmes ou entre différents habitats d’une espèce (ou d’un groupe d’espèces interdépendantes), permettant sa dispersion et sa migration.
Les corridors assurent ou restaurent les flux d’espèces et de gènes qui sont vitaux pour la survie des espèces et leur évolution adaptative. Ils sont donc vitaux pour le maintien de la biodiversité animale et végétale et pour la survie à long terme de la plupart des espèces.
Les animaux, les plantes ou les gènes doivent se déplacer pour se perpétuer. Pour chaque espèce et parfois pour certaines communautés d’espèces, il est vital que les individus qui les composent (et/ou leurs propagules) puissent se déplacer. Même des espèces fixées, telles que les moules ont besoin à certains moments de leur vie de migrer ou de se déplacer (larves). De nombreuses espèces, végétales notamment, se font transporter par d’autres à l’état de graine ou de propagule. Ces déplacements et les déplacements migratoires permettent aux individus d’évoluer dans l’espace au gré des saisons ou de la disponibilité en nourriture. Ils sont vitaux pour la survie, le développement et l’évolution des espèces.. Mais les déplacements du Vivant nécessitent des conditions propres à chaque espèce ou groupe d’espèce. L'odorat, la perception chimique ou celle des sons ou des vibrations joue un rôle majeur pour beaucoup d'espèces. D'autres (araignées sauteuses par exemple) semblent plutôt utiliser des repères visuels et refusent de traverser un espace non végétalisé.
Il est possible que dans un contexte de modifications climatiques la disponibilité en corridors soit encore plus cruciale pour la survie de nombreuses espèces.
Les notions de corridor biologique et de corridor écologique sont des notions récentes et en évolution, découlant de l’écologie du paysage, une des branches de la biogéographie. Elles désignent les structures écopaysagères (sites et réseaux de sites) réunissant les conditions de déplacement d'une espèce (animale, végétale ou fongique..) ou d’une communauté d’espèces, ou de leurs gènes. L’ensemble enchevêtré de ces corridors constitue la trame d’un maillage écologique ; réseau complexe local et planétaire.
On tend à distinguer :
1. Le corridor biologique, désignant tout corridor spécifique à une espèce donnée, y compris du point de vue des échanges génétiques ;
2. Le corridor écologique, structure spatiale plus large n’engageant pas nécessairement de notion génétique. Un corridor écologique peut rassembler divers sous-corridors biologiques (on parle alors de Zone de connexion biologique (ZoCoB)) ;
3. Le réseau écologique ; l’ensemble fonctionnel des corridors, aux échelles paysagères et supra-paysagères.

### Remarques sur les définitions
- Le corridor biologique est souvent un milieu vivant autant constitué par les espèces qui le composent que par ses caractéristiques géomorphologiques : il n'est figé ni dans le temps ni dans l’espace. Seule la fonction de « connexion écologique » est durable. La définition physique la plus simple d'un corridor est donnée par Saunders et Hobbs (1991)[12] ; « élément linéaire du paysage dont la végétation est différente de celle qui l'entoure ».
- Il peut être immatériel et imperceptible à nos yeux (exemple : odeur de l’eau guidant le saumon dans la mer vers la source de sa rivière natale).
- Un corridor pour une espèce peut être une barrière pour une autre espèce (exemple : fleuve).
- Il se distingue des éléments adjacents, de la matrice écopaysagère par des caractéristiques particulières (physionomie, caractéristiques pédogéologiques, orientation, couple thermohygrométrique, odeurs, etc.).

#### Éléments du paysage constituant un corridor
Ce sont des espaces ne présentant pas d’obstacles au déplacement des espèces considérées (obstacles matériels ou immatériels). Ils doivent donc être également exempts de dérangement/perturbation et pollutions nuisibles à ces espèces. Ce sont généralement des éléments naturels, mais parfois artificiels ayant une valeur fonctionnelle de substitution. (Une haie vive agricole, surtout si elle est bordée d'une bande enherbée et/ou d'un fossé ou cours d'eau peut pour partie remplir les fonctions de conduction d’une bande boisée, d'une ripisylve ou d’une lisière naturelle).
En se basant sur les approches en cours, et sur la synthèse de Richard A. Fisher, on peut retenir 10 principes consensuels pour les corridors écologiques :
1. Un corridor a une fonction d'habitat, mais sa fonction première doit être de permettre le déplacement des espèces sauvages ;
2. Tout corridor devrait être dessiné et géré de manière à conduire les espèces qui l'utilisent d'un habitat de qualité à un autre, sans les faire passer par des zones à haut risque de mortalité ;
3. La biologie des espèces susceptibles d'utiliser un corridor devrait toujours être considérée et prise en compte lors de la conception et cartographie des corridors ;
4. Les corridors nouvellement créés devraient l'être en faisant en sorte de limiter les effets de bordures, le dérangement induit par les activités humaines périphériques, et de manière à favoriser et entretenir la complexité du milieu et de la structure de la végétation du corridor. Le corridor devrait « mimer » les caractéristiques de la végétation originale (structure et composition) ;
5. Un corridor large vaut toujours mieux qu'un corridor étroit ;
6. Tout corridor devrait être considéré comme un sous-composant d'un écosystème et d'une réseau écologique plus large. Et les autres enjeux de conservation doivent aussi être pris en compte lors de sa conception et gestion ;
7. Un processus logique, séquentiel et permanent devrait présider à l'établissement et à la conservation de corridors aux échelles biogéographiques régionales ;
8. Une attention particulière devrait être portée à la restauration, protection et gestion d'un réseau suffisant de corridors, autant qu'à leur monitoring pour vérifier qu'ils soient utiles et utilisés par les espèces sauvages ;
9. Les effets négatifs potentiels de certains corridors (utilisation par une espèce invasive) doivent également être considérés… et suivis et gérés le cas échéant ;
10. Il faut construire un réseau de corridors sans attendre d'avoir des réponses scientifiques certaines et complètes à toutes les questions pour construire un réseau protégé de corridors, et nous devons accepter le fait que nous avons besoin de plus de connaissances sur les questions environnementales.

#### Éléments du paysage qui ne sont pas des corridors
Certains aménagements peuvent rappeler les corridors biologiques sans en être réellement. Il ne faut pas confondre les voies artificielles « renaturalisées » avec de véritables corridors biologiques. À titre indicatif, voici quelques exemples qui ne sont pas des corridors biologiques :
- un simple chemin de randonnée, fréquenté par des centaines de promeneurs ;
- une rivière canalisée et coupée par des barrages infranchissables ou dont les berges ont été bétonnées.

Ainsi, tout aménagement paysager formant continuité (chemin de promenade, piste cyclable, bande boisée, etc.) ne constitue pas nécessairement un corridor. La physionomie en forme de taches du paysage ne suffit pas à en faire des corridors, c’est la réalité de la fonction de conduction écologique qui les définit.

## Historique
Cette notion, bien qu'antérieurement intuitivement comprise par certains naturalistes, est récente en tant que concept scientifique formalisé dans l'Écologie du paysage et décliné dans l'aménagement du territoire ; Il est encore en cours d'appropriation par le droit et les collectivités.
Elle semble avoir pris du poids via l'évidence d'une fragmentation écologique croissante, analysé au regard de la théorie de l'insularisation écologique. Elle a ensuite fait appel à la théorie de la percolation, appliquée au paysage et aux écosystèmes pour mieux comprendre les impacts du morcellement des paysages, mais aussi pour tenter de les réparer.
Alors que la recherche théorique et la modélisation avançait, la recherche appliquée et parfois des collectivités (anglo-saxonnes ou des ex-pays de l'Est dans un premier temps) ont, dès les années 1990, produit de premières cartes approchant ces notions, généralement pour des milieux continentaux. Le concept est diffusé, voire encouragé par l'UICN, et certains promoteurs du projet MAB (Programme Man and Biosphere) de l'UNESCO.
L'écologie urbaine s'est rapidement saisie de la notion de corridor au travers de projets de type Trames vertes. Certaines villes allemandes comme Berlin ou Stuttgart ont depuis plus de 20 ans une cartographie très précise de données utiles pour identifier la fragmentation écologique dont certains aspects étaient approchés, y compris la fragmentation des continuums thermohygrométriques.
Dès les années 1990, l'Australie développe des projets de corridors à échelle continentale. En Suisse, le Bureau d’étude ECONAT autour de Guy Bertoux a contribué à améliorer et vulgariser le principe et la cartographie. En Chine, on distingue trois types de corridors urbains, selon leur échelle, structure et type de réseau ; ils sont classés en trois catégories : ceinture verte (green belt corridors), trame bleue (river corridors), et voies vertes (green path corridors).
En France dans les années 1990 et 2000, un travail innovant de sensibilisation accompagné d'actions de terrain s'est développé en Région Nord-Pas-de-Calais d’abord dans le cadre des expérimentations de contrats de corridors biologiques (à partir de 1995) puis de la Trame verte et de la Trame verte et bleue, mais d’autres approches ont été développées en Isère, en Alsace, en bord de Loire, en région parisienne, ou par certaines agglomérations (Dunkerque, Brest…). Dans ce cadre de nombreux modes de cartographie ont été testés et mis en œuvre ; Sous l’impulsion des DIREN, et parfois des DDE, les études d’impact ou paysagère ont peu à peu intégré ce type de cartographie, avec néanmoins un retard par rapport aux pays nordiques, et notamment par rapport aux Pays-Bas qui mettent en œuvre des études d'impacts et des mesures compensatoires poussées pour leurs nouvelles infrastructures. Les universités de Rennes et Montpellier ont constitué des pôles de recherche sur le thème de l’écologie du paysage à partir de travail de quelques pionniers dont Françoise Burel et Jacques Baudry à l'université de Rennes.
Parallèlement, en Europe, le réseau IENE grâce au programme européen COST 341, a permis 3 symposiums internationaux sur le thème de la fragmentation écopaysagère par les infrastructures (autoroutières essentiellement, bien que le réseau traite théoriquement aussi des canaux et voies ferrées). Parallèlement un réseau de scientifiques (IALE) s'est développé. Un des objectifs de ces réseaux et de contribuer à la mise en place du réseau écologique européen (Infra Eco network Europe).
Avec le soutien de l’Europe, des groupes de travail INTERREG sur les indicateurs de développement durable, la biodiversité et la trame verte [dont projet CBNI « Cross Border Natural Infrastructure Project » ou Projet « cartographie de l'infrastructure naturelle transfrontalière » (CINT)]. En 1998, FNE a lancé en une opération « Cordon de la Vie » pour inciter les communes à créer des corridors biologiques et des zones tampons autour des espaces protégés, tout en demandant, comme le WWF que les forêts soient gérées en un réseau, intégrant un réseau de forêts anciennes et protégées pour leur biodiversité.
En 2007, après un été particulièrement sec et chaud, l'Australie crée le premier corridor climatique, transcontinental, de 2,800 km de long, affichant une double volonté de protéger la biodiversité et prendre en compte le réchauffement climatique.
En 2011, le constat de l'Agence européenne de l'environnement (AEE) est alarmant : si la connaissance et la prise de conscience ont avancé, la fragmentation n'a pas été freinée, et certains pays qui avaient été épargnés comme la Pologne s'apprêtent à lancer de vastes programmes routiers, autoroutiers qui vont les conduire aux mêmes difficultés qu'en Europe de l'Ouest.

## Problème de la fragmentation écopaysagère
Les impacts des activités humaines se développent de manière exponentielle depuis le XIXe siècle. Elles ont physiquement ou fonctionnellement interrompu ou morcelé un grand nombre des corridors écologiques, par des barrières écologiques ou des goulots d’étranglements construits au travers des infrastructures naturelles. Ainsi l’agriculture industrielle, l’urbanisation, l’industrialisation et le développement des infrastructures construites, surtout depuis le XIXe siècle, conduisent à une fragmentation écologique croissante des paysages et des écosystèmes. Même les grands fleuves sont aujourd’hui presque tous divisés en sections par des barrages hydroélectriques et des retenues d’eau qui gênent ou interdisent la remontée des espèces aquatiques.
Cette fragmentation écologique semble être devenue l’une des premières causes de régression de la biodiversité.
Les milieux naturels (les corridors) sont de plus en plus morcelés et réduits, et les corridors biologiques le sont également. Divers freins, barrières, verrous ou goulots d'étrangement - parce qu'ils fragmentent anormalement les écosystèmes - limitent ou interdisent le déplacement normal et nécessaire de la faune et de la flore, des gènes au sein des espèces et de leurs habitats, particulièrement pour les migrateurs. Les effets de la fragmentation écopaysagère sont complexes et mal connus. Le roadkill en est un des aspects les plus connus. Les infrastructures les plus « opaques » aux déplacements animaux et végétaux ou à haut risque de road-kill (mortalité animale par collision avec véhicules) semblent rester le réseau de transport routier, autoroutier et ferroviaire (ligne TGV), mais les données accumulées depuis 20 ans montrent que des pollutions diffuses telles qu’induites par les pesticides et les engrais ont un impact qui pourrait avoir été très sous-estimé. Certains polluants sont désormais aussi considérés pour leur capacité à fragmenter l’espace, c’est le cas des pesticides qui sont épandus sur des superficies considérables et croissantes, transformant ces espaces en barrières pour de nombreuses espèces.
Certaines espèces sont reconnues comme particulièrement utiles ou importantes pour le fonctionnement des écosystèmes et à ce titre protégées par la loi. Par exemple, le hérisson et les amphibiens, dont respectivement plus d’un million et plusieurs millions d’individus sont encore chaque année victimes de la circulation dans un pays comme la France, bien que leur nombre ne cesse de se réduire. C’est pour permettre la survie de la biodiversité que certaines collectivités et organisations développent des stratégies de remaillage écologique du territoire.
Pour mesurer et compenser les impacts de la fragmentation écopaysagère par les infrastructures, et pour suivre et/ou restaurer les corridors biologiques, il faut pouvoir les cartographier : la cartographie des corridors biologiques est une discipline récente, complexe et en pleine évolution.
Voir l'article détaillé : cartographie des corridors biologiques.

## Rôles du corridor biologique
Les corridors biologiques sont nécessaires à la biodiversité, à quelque échelle que ce soit. Ils peuvent avoir diverses fonctions vis-à-vis des espèces qui les utilisent.
- Conduit : Il peut servir de simple couloir de dissémination des espèces animales, végétales ou fongiques.
- Habitat : Le corridor peut être un habitat ou un refuge où les espèces effectuent l’ensemble de leurs cycles biologiques.
- Filtre : Ce qui est favorable à une espèce ne le sera pas forcément pour d’autres. Un corridor peut conduire une espèce et en bloquer une autre (large cours d'eau par exemple).
- Source : Le corridor peut lui-même constituer un réservoir d’individus colonisateurs…
- Puits : ou à l’inverse, constituer pour certaines espèces un des espaces colonisés par une (des) population(s) source(s) à la périphérie des espaces sources ou de la matrice paysagère.

De manière générale, les corridors sont activement utilisés par les espèces mobiles, mais leurs structures (haies, lisières, berges par exemple) peuvent aussi parfois intercepter et accueillir les spores et propagules d'espèces se déplaçant passivement, emportées par le courant ou le vent (ex. : lichens épiphytes).
Des études ont montré que les efforts de restauration et conservation de corridors, avaient des effets positifs bien au-delà des corridors, des zones de connexion biologique et des taches (re)connectées (aires protégées ou non), ceci même dans le cas où les efforts avaient été concentrés sur la maximisation de la biodiversité dans les zones protégées. En facilitant le mouvement de nombreux organismes entre les parcelles ou « taches écopaysagères », ils augmentent la richesse écopaysagère et l'accessibilité pour ces espèces au reste du paysage (la « matrice »), et d'autant plus que les corridors sont grands (ex. : richesse accrue sur environ 30 % de la largeur des patchs de 1 ha connectés, avec comme résultante l'apparition spontanée de 10 à 18 % des espèces végétales vasculaires en plus autour des parcelles d'habitat cibles reliées par des couloirs). Pour les plantes, le mode de dispersion des graines a une grande importance. La dispersion hors des corridors dans des habitats non visés se fait surtout pour des espèces utilisant la zoochorie ; Les espèces utilisant l'anémochorie se dispersent même sans corridors.
Une expérimentation à grande échelle, faite en Amérique du Nord dans 8 grands paysages expérimentaux où des patchs ont été ou non connectés, a montré que « non seulement les corridors augmentent les échanges d'animaux entre parcelles, mais ils facilitent aussi deux interactions essentielles entre plantes et animaux : la pollinisation et la dispersion des graines », et ces « effets bénéfiques des couloirs s'étendent au-delà de la zone expérimentale ».

## Nature du corridor biologique
La théorie scientifique est unificatrice, mais chaque corridor biologique est un cas particulier, qui ne répondra qu’aux besoins de certaines communautés d'espèces, et parfois pour un temps donné ou pour une partie de l'année (cf. migrations saisonnières). Sa nature est donc intrinsèquement liée à celle des espèces qui l’utilisent, et inversement. Il diffère selon la taille, les besoins trophiques et le mode de déplacement des espèces (course, vol, nage, reptation ou déplacement passif pour de nombreux organismes (végétaux notamment, avec par exemple le transport de pollen par les abeilles, de graines par des granivores, par flottation passive, etc.).
Dans la réalité, les corridors sont complexes et accueillent souvent de nombreuses espèces, qui elles-mêmes modifient les caractéristiques du corridor (qu'il s'agisse de plantes, de champignons ou d'animaux, par exemple grands herbivores, castors, etc.).
La nature et l’apparence du corridor dépend aussi de l’échelle spatiale et temporelle de l’observateur.
- Homogène fonctionnellement, un corridor s’avère néanmoins constituer à échelle locale une mosaïque hétérogène de milieux, souvent complexe.
- Afin de garantir la compatibilité des corridors avec un maximum d’espèces animales, végétales ou fongiques, et de reformer un réseau écologique global, obtenu par superposition des réseaux spécifiques, il est important que les corridors soient mieux interconnectés, mais aussi qu'ils conservent ou retrouvent un certain niveau de complexité.
- Sans être réellement fractale, la trame écologique est multiscalaire (multi-échelle) : elle s’insère nécessairement à la fois dans le réseau local, régional, national, européen, paneuropéen[22] et planétaire.

### Corridors artificiellement reconstitués
Alors que les ex-pays européens de l’Est protégeaient ou restauraient déjà des corridors pour de nombreuses espèces, les pays francophones ont orienté leurs premières expériences (écoducs) sur quelques espèces-gibier de la grande faune (cerf, chevreuil, sanglier...). Il s’agissait, exclusivement dans le cadre de mesures compensatoires de leur permettre de traverser les autoroutes ou voies ferrées qui fragmentaient leurs territoires ou ceux des chasseurs. Un corridor destiné à reconnecter deux massifs boisés pour des chevreuils n’aura pas les mêmes fonctionnalités ni le même aspect qu’un couloir de migration pour les cigognes, un passage pour les batraciens (batrachoduc) sous une route ou un couloir assurant la migration de tel papillon menacé, ou favorisant la dispersion des graines de telle ou telle espèce végétale. Néanmoins tous participent du même projet ; le remaillage écologique du territoire, des échelles locales à planétaire. Dans tous les cas, la création d’un corridor devrait engendrer une valeur ajoutée en faveur de l’environnement et ne pas s’effectuer aux dépens d’écosystèmes relictuels. Il serait contradictoire d’assécher une zone humide au prétexte d’y faire passer un corridor boisé, ou de supprimer des arbres morts en prétextant la mise en sécurité d'un corridor biologique qui est également un chemin de promenade.

### Types de corridors

#### Typologie générale des corridors
Dès 1986, Forman et Godron établissaient une typologie basée sur leur structure. D'autres typologies se sont basées sur des aspects fonciers, ou sur le caractère « ouvert » ou « fermé » des milieux ou encore sur les habitats qu'ils abritent.
On distingue maintenant généralement :
1. Structure linéaire (étroits ; ces corridors abritent surtout des espèces de lisières forestières et des eaux). Ce sont par exemple des chemins et bords de chemins, haies, fossés, talus, cours d'eau et leurs rives, etc. ;
2. Structures plus larges accueillant à la fois des espèces de lisière et celles ne vivant que dans les « cœurs » d'habitats (ex. : forêts) ;
3. Structure-gué (suites d’ilots refuges (« stepping zones » pour les anglophones) ou « pas japonais » (ex. : mares, bosquets) ;
4. Zones tampons ou zones secondaires.

Selon le contexte et l’échelle de la matrice paysagère considérée, le mot corridor est utilisé avec des sens variables.

#### Typologie écologique des corridors
Les corridors les plus faciles à appréhender sont des continuums écopaysagers fonctionnels, reprenant souvent, mais pas nécessairement les caractéristiques végétales des milieux qu’ils joignent :
- continuum forestier ou boisé: forêt, bois, zones arborées ou buissonnantes, et leurs lisières-écotones le cas échéant ;
- continuum agricole extensif : bocages, pâturage, prairies et zones d’agriculture bio convenant à certaines espèces ;
- continuum prairial : prairies, bocage, cultures isolées, vergers ;
- continuum paludéen (zones humides) : près de fauches et prairies inondables, cultures en zones alluviales, mangroves ;
- continuum aquatique : réseau des cours d’eau, mares et plans d’eau du réseau hydrographique (parfois qualifié de Trame bleue) ;
- continuum géomorphologique : couloirs d'avalanches, coulées de débris ou torrentielles (dans les zones montagneuses).

Ces continuums s’articulent autour d’éléments spécifiques tels que :
- les barrières montagneuses et leurs cols, qui concentrent et orientent certains flux migratoires et de gènes ;
- les littoraux, cours d’eau, fossés et cordons boisés qui structurent notamment les continuums aquatiques et paludéens ;
- les milieux marins, incluant le réseau complexe et encore mal connu des corridors biologiques sous-marins utilisé par exemple par les tortues marines, les mammifères marins, de nombreux poissons (anguilles, saumons, thons…) et de grands crustacés tels que les langoustes et les homards pour leurs migrations saisonnières ou de reproduction ;
- le bocage de haies vives qui complète et étend considérablement le continuum forestier pour nombre d’espèces ;
- les haies, chemins agricoles pour le continuum agricole extensif ;
- les dunes littorales.

Par delà ses caractéristiques morphologiques, un corridor est d’abord défini par un ensemble de « conditions favorables » à la vie et à la circulation des espèces, et donc au maintien de la biodiversité. Certains facteurs longtemps considérés comme secondaires, ont néanmoins une grande importance :
- Continuum thermohygrométriques

Les mesures conjointes de température et d’humidité montrent que l’effet de tranchée (créé par exemple par une route traversant une forêt ou une prairie) ou de simples effets de lisières (ex. : en bordure d’une coupe à blanc) peuvent se traduire par des chutes importantes et durable de l’hygrométrie et une forte augmentation des écarts de température (ainsi que de luminosité et de vent), avec des impacts qui ont longtemps été très sous-estimés. Or, Les continuums thermohygrométriques, invisibles à nos yeux sont d’une importance primordiale pour nombre d'espèces très sensibles à ces paramètres.
- Corridor « de noir » (offrant un environnement nocturne de qualité, et donc exempt de pollution lumineuse)

Depuis 3,7 milliards d’années, l’activité biologique de la flore et de la faune est régulé par une horloge interne hormonale calée sur l’alternance du jour et de la nuit (rythme nycthéméral). Éclairer certaines espèces à des moments où elles ne le sont normalement pas entraîne de profondes modifications de leur comportement (ex. : les volailles pondent en plein hiver). Une grande partie des espèces vivant ou se déplaçant de nuit sont lucifuges (fuient la lumière), notamment chez les invertébrés. Pour d’autres les lampes sont au contraire une source fatale d’attraction. On peut parler pour ces espèces de besoin d’intégrité de l’environnement nocturne. Dans les deux cas la lumière est un facteur (immatériel) de fragmentation de leur habitat. Ces espèces ont besoin de corridors écologiques plongés dans l’obscurité la nuit. De plus, à cause de leurs yeux plus sensibles, les espèces nocturnes sont souvent très sensibles à l’éblouissement. Notons que ces espèces ne se déplacent généralement pas lors des fortes pluies, tempêtes, gels. Dans ces cas l’éclairage de sécurité, d’une route voisine par exemple, ne semble pas poser a priori de problème, mais l’asservissement de l’éclairage aux conditions météo n’est pratiquement jamais mis en œuvre. Les luminaires et notamment les rangées de lampadaires constituent alors des barrières lumineuses qui repoussent ou produisent un attrait souvent fatal pour ces espèces.
- Corridor d’air propre

La qualité de l’air, vis-à-vis des pesticides notamment, est un facteur déterminant voire majeur pour de nombreuses espèces (invertébrés notamment). Il faut donc favoriser des couloirs d’air propre sur les corridors biologiques. C’est un des rôles dévolus aux zones tampons, mais dans les cas des pesticides et des nitrates, ou de l’ozone une pollution de fond circule sur de vastes superficies, qu’il convient de réduire à la source, tant que faire se peut. Si le corridor doit passer dans une zone qu’on sait polluée (par des pesticides ou autre), on peut tenter d’atténuer les impacts de ces polluants en élargissant les zones tampons et en y favorisant les conditions d’épuration de l’air (par les végétaux, les champignons notamment). À titre d’exemple, les propagules de lichens, bien que facilement dispersées par le vent, n’arrivaient pas à franchir un simple boulevard périphérique pour s’implanter côté ville.
- Corridor de calme

Si quelques espèces commensales de l’homme sont peu sensibles au dérangement et notamment au bruit ou à la présence humaine, ce n’est pas toujours le cas, en particulier pour les animaux chassés depuis longtemps.
On distingue les corridors très spécifiques (utilisés par une ou quelques espèces) et des corridors pluri-spécifiques plus largement utilisés, ce qui dépend aussi de la taille et de la complexité du corridor. Certains auteurs étudient le rôle de microcorridors (voir plus bas le chapitre 6.3.3 sur les effets d’échelle ou de seuil).

### Typologies «fonctionnelles» des corridors
On peut distinguer selon leurs fonctions :
- des corridors de migration, impliquant des déplacements plus importants, souvent saisonniers ;
- des corridors « inter-fonction » (commuting corridor) qui lient par exemple une aire de repos ou de reproduction aux aires de nourrissage, utilisés à des rythmes journaliers à saisonniers, sur des distances moindres pouvant atteindre une dizaine de kilomètres, ils sont empruntés à des rythmes plus ou moins quotidiens, qui jouent un rôle essentiel pour la survie de populations au jour le jour[24] ;
- des corridors de dispersion, subdivisés corridors de dispersion « individuelle » ; corridors de reproduction ; corridors d'extension ou de décentrement d'aire de répartition quand des populations entières ou sous-populations doivent se déplacer pour survivre, par exemple en réponse au forçage climatique (On parle alors parfois de corridor climatique) ou en réponse à divers types de forçage anthropique (assèchement d'une zone humide, inondations dues à de grands barrages, déforestation, etc.).

## Mise en place d’un corridor biologique

### Cadre légal
Les corridors biologiques peuvent être régionaux, mais le réseau écologique est créé et/ou protégé dans un contexte nécessairement à la fois local, régional, national et international. Historiquement, les corridors ont d’abord été des projets étatiques dans les ex-pays de l’Est de l’Europe, et essentiellement construits sur le volontariat, le partenariat et l’écocitoyenneté, et en grande partie sur le bénévolat dans les pays européens, avec des solutions mixtes aux États-Unis ou en Australie[réf. souhaitée].

#### International
Pour ce qui concerne la biologie de la conservation, le cadre juridique global est celui de la protection des espèces et de la Biodiversité, et donc d'un réseau suffisant d'habitats naturels. Il est progressivement devenu une des priorités, tant à échelle internationale (Convention sur la diversité biologique (CDB) initiée par la conférence de Rio, juin 1992) qu'aux échelles locales, en passant par l'échelle européenne : Convention de Berne à l'origine du réseau émeraude (Conseil de l'Europe, 1979), Directive Oiseaux (Union Européenne, 1979) et Directive Habitat (Union Européenne, 1992) à l'origine du réseau Natura 2000 (Union Européenne, 1992), Maastricht : établissement d'un programme d'action visant à la mise en place d'un REP (Réseau écologique paneuropéen, 1993)… Pour ce qui relève de l'aménagement et de la gestion du territoire, c'est le droit de la propriété foncière qui contraint le plus le travail des acteurs de terrain. De multiples solutions de partenariat public privé ou de travail avec des conservatoires et gestionnaires de milieux naturels sont en cours d'expérimentation, de l'échelle communale aux échelles supra-étatiques[réf. souhaitée].

#### France
Jusqu’à la loi Voynet, l’État français n’avait prévu ni stratégie globale, ni priorité, ni moyens financiers et humains pour réparer les impacts du morcellement et de la destruction des habitats naturels sur la biodiversité. La loi Voynet et son schéma de services Espaces naturels et ruraux prévoit un dispositif stratégique que les collectivités régionales et locales ont à décliner aux échelles paysagère et locales avec leurs administrés. Seuls quelques régions et départements sont engagés dans cette démarche, avec peu de réalisations pratiques, mais une montée des formations et documents de planification et d’aménagement. Les mesures compensatoires sont la première source d’actions sur le terrain.

#### Suisse
Le « Plan d’action Stratégie Biodiversité Suisse » prévoit un délai jusqu'en 2040 pour réaliser ses objectifs d'infrastructure écologique fonctionnelle sur tout son territoire.

### Réaliser un corridor…
Chaque espèce exige un certain type d’infrastructure naturelle et une certaine échelle et densité de maillage. La disparition des espèces ayant lieu par paliers imprévisibles et parfois brutaux, il faut prévoir une qualité et un volume suffisant de maillage pour garantir la bonne efficacité de l’infrastructure naturelle. Certaines espèces peuvent nécessiter un réseau de corridors à maille jointive. Une seule rupture peut fragiliser l’espèce et compromettre sa pérennité (ex. : barrage infranchissable dans un cours d’eau pour le saumon…). La structure générale d’un corridor écologique s’appuie sur la présence de différentes strates : muscinale, herbacée, arbustive, arborée. Au niveau de la composition végétale, des essences régionales adaptées au milieu sont préférables. La présence d’eau (fossés, mares, réseau hydrographique) multiplie le nombre d’espèces qui utiliseront potentiellement le corridor. L'orientation et la qualité du raccord du corridor avec les zones nodales sont également des facteurs déterminant. L'orientation doit être choisie en fonction du contexte existant et à venir, local et global, et des zones à connecter, des vents dominants, etc. Quant au raccord du corridor, il doit offrir une perspective rassurante pour les animaux : l'espace d'arrivée ne doit pas être complètement découvert ni complètement fermé.
Avant de concrétiser sur le terrain la mise en place de corridors biologiques, on peut se poser plusieurs questions :
- quelle taille optimale des mailles selon le milieu et quelles priorités pour atteindre un effet de seuil ou un effet auto-stabilisant ?
- quels rapports idéaux entre volume / largeur / longueur, maxima et minima des infrastructures naturelles et quels corridors biologiques pour le maintien des fonctions écologiques ?
- quel rapport entre les différents volumes et surfaces : zones protégées, zones périphériques et zones tampons ?
- quel choix de technique de reconquête pour reconstituer à faible coût un substrat riche et vivant sur des terrains pollués ou d’agriculture intensive ?
- quelles espèces cibles et indicatrices ?
- quels moyens de mobilisation de la population (riverains…) ?
- où les animaux passaient ils autrefois (questions particulièrement cruciale pour de gros animaux qui mémorisent bien leur environnement tels que les éléphants, et qui chercheront souvent à traverser les champs ou aménagements nouvellement installés sur leurs corridors de migration ou déplacements, plutôt qu'à les contourner)[26]. L'écologie rétrospective et les études d'écopotentialité peut être mobilisée pour tenter de retrouver les anciens corridors (dont gués le cas échéant) d'espèces ayant récemment disparu que l'on souhaite réintroduire.

### Conditions de réussite
Un corridor biologique intégré dans l'aménagement du territoire est souvent long à mettre en place. Il nécessite un accord politique, des études préalables sur le terrain afin de déterminer précisément les besoins locaux des espèces (étude d’impact, cartographier les corridors, et il faut parfois le temps que les animaux le découvrent et apprennent à l’utiliser…(on peut parfois les y aider, par exemple en dispersant sur le corridor des excréments de sangliers ou de cervidés, de l’espèce et des groupes qu’on voudrait y voir passer). Bien qu’on ne puisse pas « programmer » la réussite d'un tel système, le respect des principes de bases accroît les chances de succès.

#### Complexité des écosystèmes
Le réseau écologique doit respecter la complexité des écosystèmes. Plus un milieu est complexe (creux, bosses, zones d’ombre, de soleil, milieu boisé, secs/humides, strates herbacées, etc.), plus il est susceptible d’accueillir une faune et une flore riches et diversifiées. La complexité est également temporelle, les espèces pionnières ont besoin de milieux neufs qu’il faut parfois leur procurer artificiellement. Ainsi et à titre d'exemple, faute de corridors climatiques, un programme français initié en 2011 et dit « AM-Tools » étudie les « outils écologiques et légaux » pour une « migration assistée des forêts ».
Le vivant se développe et se différencie en fonction d’une multitude de facteurs. Un larges panel de biotopes adéquats est nécessaire pour qu’un grand nombre d’espèces puisse trouver refuge ou simplement utiliser ces biotopes comme corridors biologiques. L'hétérogénéité de milieux, écologiquement cohérente, est donc une composante importante de la trame verte et bleue pour que les espèces puisent y trouvent les conditions nécessaires à leur vie, au moins le temps du déplacement dans le corridor (refuge, habitat, nourriture…).

#### Interventions et Génie écologique

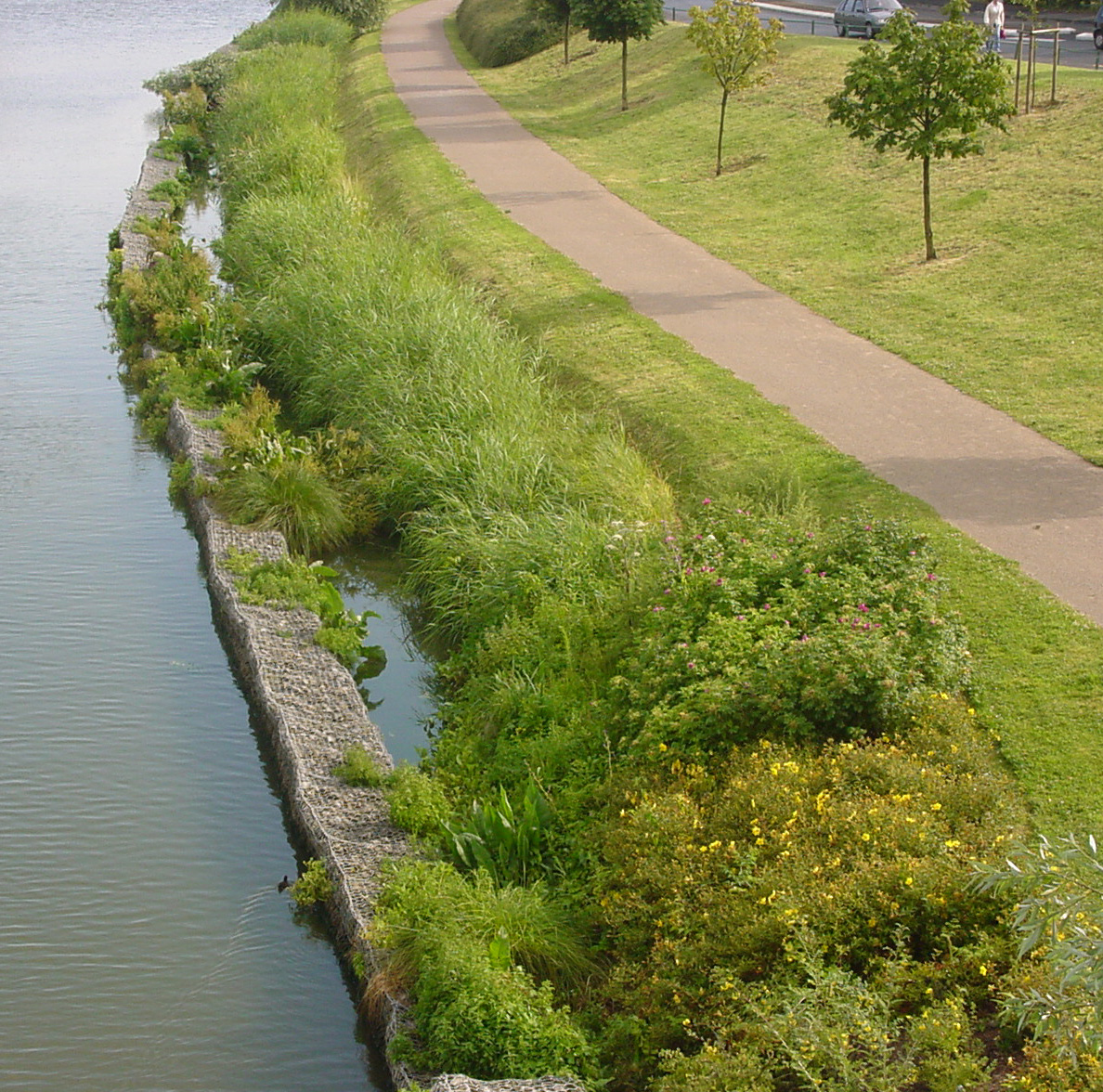
Lagunage linéaire, en bordure de la Deûle canalisée en aval de Lille, réalisé par VNF (photo de 2004).

La nature à une capacité de résilience et de cicatrisation qu'il est possible d'utiliser ou favoriser. Cependant, lorsqu’elle a été exposée trop longtemps, trop fréquemment ou de manière trop importante aux perturbations et/ou à la pollution, la cicatrisation peut se révéler très lente ou quasi impossible. Le génie écologique s’intéresse particulièrement aux milieux qui sont ou qui ont été affectés par l’activité humaine et propose de mettre en œuvre des techniques « d’accélération » des processus naturels, basées sur ces mêmes processus. Cela permet de restaurer un milieu sans attendre les processus naturels de reconstitution. Dans le cas des corridors biologiques, il s’agit dans la plupart des cas de restaurer des milieux naturels qui ont été détériorés par l’homme. Le génie écologique peut donc se révéler particulièrement intéressant pour la mise en place des corridors.

#### Effets d’échelle ou de seuil
Lorsque l’on considère les caractéristiques du corridor biologique une à une (taille/longueur/largeur/volume, complexité, diversité spécifique, naturalité/artificialité, degré de pollution, etc.), on constate qu’il existe des seuils en dessous ou au-dessus desquels le corridor ne peut plus remplir ses fonctions (ce seuil variant néanmoins selon les espèces ; de manière générale les espèces de grandes tailles ont besoin de corridors plus larges). Pour augmenter la fonctionnalité d'un réseau écologique ou d'une trame verte, il faut tenir compte de ces effets de seuil.
Ceci vaut des échelles continentales à celle de « micropaysage », pour les invertébrés par exemple ; si l'on crée un phénomène de « microinsularisation » sur un rocher couvert de mousses en n'y conservant que des taches isolées (en détruisant la mousse autour de ces taches), le nombre d'invertébrés diminue rapidement (de 40 % pour des taches de 20 cm2 non connectées aux taches voisines). Si plusieurs de ces taches de 20 cm2 sont connectées entre elles par un ruban de mousse qui a été conservé, alors la diminution du nombre d'invertébrés n'est que de 15 %,.
Les corridors biologiques sont fonctionnels à des échelles adaptées à la taille des espèces qui sont concernées. Un autre exemple montre que des corridors entre taches d'humus (humus patches) s'avèrent expérimentalement capables de réduire les effets négatifs de la fragmentation de cet habitat pour les espèces (décomposeurs du sol) qui y vivent. Une expérience a consisté à étudier la microfaune de taches d'humus isolées ou connectées entre elle par des « corridors d'humus ». En outre, ces sous-systèmes (ici considérés comme des « archipels » ou « métropoles ») ont été soit isolés du « continent » (sol forestier non perturbé) par des barrières (murs de plastique) disposées dans le sol, soit ouverts à la dispersion vers le « continent ». Les fragments et les couloirs ont été « noyés » dans une matrice de sol minéral a priori inhabitable (ou tout au moins non préférée) pour les organismes étudiés. Résultats : La fragmentation de l'habitat, conformément à la théorie, a réduit l'abondance des microarthropodes étudiés (acariens). La présence de corridors a permis le maintien d'une abondance d'acariens, mais uniquement les 4 premiers mois de l'expérience. Cet effet a ensuite disparu. Comme on pouvait s'y attendre, l'effet « couloir de secours » ne s'est manifesté que pour les systèmes « isolés du continent », alors que dans les systèmes ouverts, la dispersion naturelle à partir du continent a submergé l'effet des corridors. Un résultat intéressant a été que les champignons du sol ont aussi bénéficié des corridors.
Les chercheurs ont conclu que les décomposeurs (microarthropodes notamment) devraient aussi être étudiés pour parfaire la compréhension des conséquences écologiques de la fragmentation des habitats, et que la connexion de petits habitats fragmentés et isolés les uns des autres, par des corridors pourrait augmenter la durée de survie de la population habitant chaque fragment, même à de petites échelles du paysage. Les corridors biologiques existent donc aussi à des échelles centimétriques (et probablement millimétriques pour les microbes). D'autres expériences, notamment basées sur des analyses isotopiques des réseaux trophiques, ont aussi montré que des prédateurs apparemment peu sensibles à la fragmentation de leur écosystème pouvaient néanmoins à terme disparaître.
L'étude expérimentale par M. Hoyle and F. Gilbert (School of Life and Environmental Sciences, Université de Nottingham), de microarthropodes dans des microcosmes constitués de taches de mousse a montré qu'aux échelles centimétriques la connexion entre les taches de mousse par des corridors correctifs (plus ou moins longs et/ou larges) n'a cependant pas toujours d'effet sur la diversité spécifique ni même sur les populations de prédateurs qui parfois ne semblent pas plus touchées par la fragmentation que les non-prédateurs. Cependant ces auteurs estiment que ces microcorridors pourraient avoir plus d'importance dans les contextes naturels et notamment en conditions extrêmes (après gel, sécheresse, incendie, etc.) où ils pourraient alors contribuer à réduire l'extinction des espèces dans le réseau de taches.

#### Importance des zones tampons
Les zones tampons sont les zones situées juste à proximité des corridors sans être elles-mêmes des corridors biologiques. Elles permettent d'éviter les contacts directs entre les lieux de vie et de passage des espèces et ceux des humains. Ces zones sont essentielles au bon fonctionnement du corridor.

#### Compatibilité avec d’autres fonctions
Les corridors en tant qu'élément d'une trame verte conçue pour l'aménagement du territoire ont, pour certains d’entre eux, vocation à être multifonctionnels et donc à accueillir des activités de loisir notamment. La cohabitation peut-être possible si un seuil minimal de naturalité est respecté et si le partage de l’espace est clairement établi. En effet, le dérangement ou même l’odeur humaine peuvent diminuer les potentialités d'un biocorridor.

#### Indicateur de fréquentation
La fréquentation (souvent saisonnière ou nocturne) d'un corridor biologique peut être contrôlée par diverses méthodes :
- piège à traces ;
- photographie, film (automatique ou non) ;
- comptages/échantillonnages périodiques in situ ;
- radar (pour les oiseaux, mais aussi pour les insectes[34],[35]) ;
- sondeurs/sonars ou captures pour les poissons ;
- technique de marquage-recapture pour la conservation des populations.

## Bénéfices des corridors
Le maillage écologique offre de nombreux atouts pour l’avenir. Il atténue ou, dans le meilleur des cas, supprime les effets du morcellement des paysages et des milieux. Les premiers résultats d’essais menés dans divers pays témoignent de l’intérêt des actions de restauration (expérience Chico Mendes). Il est observé une remontée et une stabilisation durable des populations animales, notamment de gibier, et une amélioration de leur état sanitaire (perdrix, lièvre, lapin…). Pour les grands mammifères, la recréation d’une trame biologique peut jouer un rôle de « source » en repeuplements spontanés. Les bénéfices se mesurent essentiellement au regard de l’enrichissement biologique du milieu, mais le maillage produit également des bénéfices directs ou indirects, financiers ou immatériels.
- Bénéfices écologiques :
  - restauration du potentiel de biodiversité et entretien du capital ;
  - restauration des fonctions hydrauliques et biologiques du réseau superficiel, amélioration de l’épuration des eaux, conservation de la ressource en eau ;
  - régulation micro- et macroclimatique ;
  - maintien des équilibres naturels par la création d’espaces tampons et de continuums non exposés aux produits phytosanitaires ;
  - diminution de la surfréquentation des milieux naturels par une offre mieux repartie ;
  - dépollution de certaines friches industrielles ;
  - contribution à la lutte intégrée en agriculture.
- Bénéfices pédagogiques :
  - transformation de l’approche des paysages et des milieux par le public : action d’éducation à l’environnement, de chantiers-écoles ;
  - amélioration dans la gestion du patrimoine : démonstration de nouvelles méthodes de reconstitution, d’entretien et de gestion des milieux (forêts et lisières, rivières et berges, chemins, friches…).
- Bénéfices paysagers :
  - réintroduction de la nature au cœur des villes dans un souci d’une plus grande intégration de l’environnement dans l’aménagement urbain : coulées vertes, végétalisation des murs et des terrasses, verdissement des cavaliers dans le bassin minier…
- Bénéfices en matière de recherche :
  - renforcement de la recherche fondamentale et appliquée, amélioration de la connaissance et des savoir-faire sur différents programmes : génie écologique, génie biologique, écotoxicologie, agriculture intégrée, restauration des friches polluées, reconstitution des écosystèmes littoraux, forestiers et bocagers, établissement de méthodes de bioindication…
- Bénéfices en matière de sécurité et de santé publique :
  - réduction des pollutions de l’air et de l’eau et amélioration de la santé ;
  - diminution de l’intensité et de l’impact des sécheresses et des inondations, des incendies avec la réintroduction d’une diversité spécifique ;
  - chute des accidents routiers impliquant des mammifères lors de leurs migrations avec l’aménagement de corridors écologiques et de passages à mammifères et amphibiens.
- Bénéfices économiques :
  - création de filières créatrices d’emplois et de savoir-faire exportable : entretien et restauration des milieux, surveillance, suivi scientifique et évaluation des opérations… ;
  - transformation du cadre de vie à des fins d’implantation de nouvelles activités économiques et de valorisation touristique du territoire.
- Bénéfice en matière d’image de marque :
  - amélioration de l’image de marque, utile pour une politique touristique plus vigoureuse et mieux partagée ;
  - réponse aux attentes des populations en quête de paysages de qualité et plus « naturels » ;
  - régulation des conflits d’usage par des aménagements touristiques plus respectueux de l’environnement.

## Fonctionnalité, évaluation
Divers type d'études, basées sur l'observation d'« espèces-cibles » (« focal species » pour les anglophones ; espèces retenues comme représentatives des groupes qui devraient emprunter le corridor) permettent d'évaluer la fonctionnalité des sous-trames et d'un réseau écologique. La technique de capture-recapture permet de mesurer le degré de circulation d'animaux. La photographie automatique (dans l'infrarouge la nuit) permet de voir si le corridor est emprunté, et par quelles espèces animales. Des études génétiques plus globales permettent d'évaluer les flux de gènes (y compris chez les plantes et champignons).
Le corridor a aussi une fonction d'habitat qui peut être appréciée de certaines espèces. Ainsi dans le Sud-Est de l'Australie, dans une zone fertile où l'agriculture a remplacé la forêt, on a constaté que l'opossum Petaurus norfolcensis était beaucoup plus actif et présent dans les ripisylves, les haies-corridors (qui sont parfois des bandes résiduelles d'anciennes forêt, conservées le long des routes) que dans la mosaïque de boisements relictuels fragmentés et isolés, reste à vérifier qu'il n'y est pas en situation de piège écologique (le taux de natalité était de 1,9 jeune par femelle adulte et par an, pour une densité d'individus de 0,95 à 1,54 individus par hectare, soit une densité égale ou supérieure à celle enregistrée dans les forêts. En dépit d'une population apparemment stable, la viabilité à long terme de l'espèce dans cet habitat de substitution n'est pas assurée en raison d'un manque de nourriture, d'un habitat étroit et facilement fragmenté ou dégradé.

## Précautions

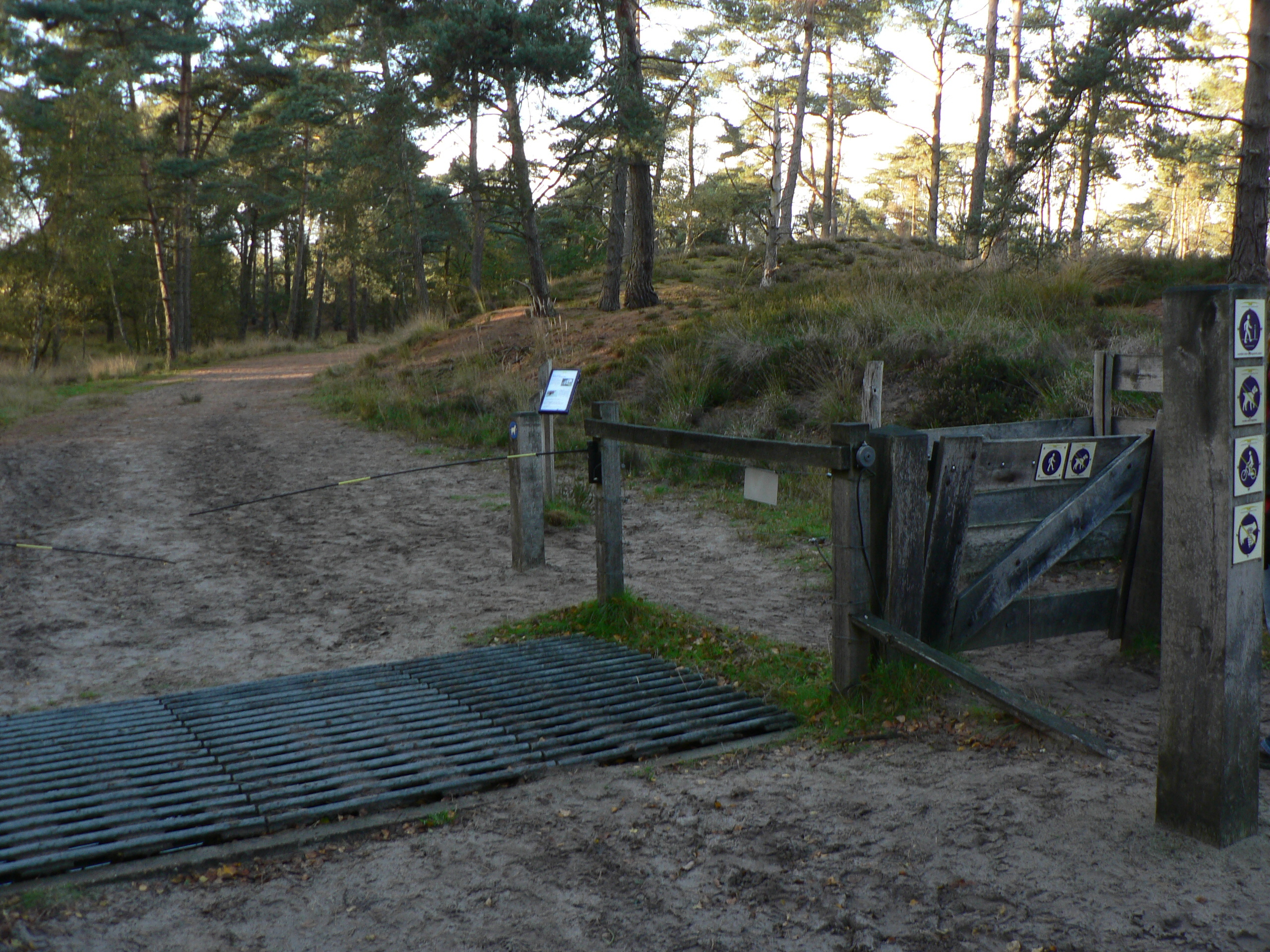
Des systèmes simples de type Pas canadien ; constitué de tubes ronds disposés parallèlement au-dessus du vide, constituant une barrière qui effraye de nombreux animaux, empêchent les entrées ou sorties de certains animaux sauvages dans les réserves naturelles, mais permettant le passage de l'Homme et de véhicules (Réserve naturelle belge de Kalmthout).

La question du rôle potentiel de certains corridors biologiques comme pouvant contribuer à la propagation d’espèces invasives, indésirables ou génétiquement modifiées, ou pathogènes (microbes ou parasites) transportés par ces espèces (vectrices) est depuis longtemps posée, comme elle l'était dans les milieux naturels, mais avec une importance différente liée au fait que dans un paysage de plus en plus artificiel, les corridors, sont souvent, au moins dans un premier temps des goulots d'étranglement pouvant renforcer la promiscuité des espèces, comme le sont naturellement les cols de montagne préférentiellement utilisés par les oiseaux migrateurs.
En ce qui concerne les espèces invasives et indésirables, la diversité de milieux et d’espèces, en multipliant notamment les prédateurs potentiels, et en conservant la mosaïque d'écosystèmes qui constituent la plupart des corridors, suffit en principe à mieux contenir leur prolifération qu'en l'absence de corridors. La circulation des gènes d'organismes génétiquement modifiés a fait l'objet d'études sur la dispersion autour de champs, dont les résultats ne sont pas toujours très accessibles. Le pollen de maïs s'est avéré capable de contaminer des champs beaucoup plus éloignés que ce qu'annonçaient les firmes agrosemencières. Les champs agricoles sont généralement plutôt considérés comme zone tampon plutôt que comme corridor écologique, alors que des ensembles de prés de fauche et de prairies extensives sont parfois inscrits dans les zones ayant fonction de corridor biologique. Le terme de corridor est plutôt réservé à des milieux dit « naturels ».
Les impacts des corridors en matière de dispersion de pathogènes ne sont étudiés que depuis quelques décennies. Ils varient beaucoup selon les espèces et les contextes, et en particulier selon le mode de dispersion des parasites ou pathogènes susceptibles d'en profiter. Certains parasites biotiquement dispersés (transportés par un vecteur animal) sont ceux qui a priori profitent le plus des corridors (ex. : galles sur Solidago odora, mais les corridors augmentent la biodiversité, même pour des habitats non-ciblés par les aménageurs et celle-ci est favorables à une régulation naturelle des parasites, lesquels peuvent souvent profiter du même corridor que celui de leurs proies). Inversement, les parasites abiotiquement dispersés (ex. : champignons foliaires sur le même S. odora et trois Lespedeza spp.) n'en profitent pas, répondant plutôt aux effets de bord, et avec des réponses variées selon les espèces.
Les données existantes pour les milieux agricoles invitent les gestionnaires qui établissent des corridors de conservation à chercher à atténuer deux effets négatifs potentiels des corridors :
- les effets indirects de couloirs trop étroits ou trop artificiel, qui font que les impacts de la création de bords et d'effets-lisière risquent d'être prépondérants sur les effets positifs de connectivité et d'augmentation de la biodiversité ;
- l'amélioration de la connectivité pour des parasites biotiquement dispersés, notamment pour des espèces invasives.

## Vocabulaire

### Synonymes ou expressions proches
Les francophones utilisent les termes suivants : corridor écologique, corridor d’habitats, corridor de dispersion, corridor de déplacement, corridors de migration, corridor de faune ou faunique, couloir biologique, biocorridor, liaison paysagère ou écopaysagère.
Un ensemble de corridors écologiques forme un Réseau écologique également parfois nommé Infrastructure écologique ou encore infrastructure naturelle, voire coulée verte, trame verte, etc.

### Particularités nationales
En Suisse, ECONAT a proposé les expressions « zones d’extension » et « zone de développement » dans le rapport final « Réseau Ecologique National (REN) Suisse », qui vise l'interconnexion des réseaux vitaux.

### Vocabulaire associé
- Connectivité biologique

Mesure des possibilités de mouvement des organismes entre les taches de la mosaïque paysagère. Elle est fonction de la composition du paysage, de sa configuration (arrangement spatial des éléments du paysage) et de l’adaptation du comportement des organismes à ces deux variables.
- Connectivité structurelle

Mesure de l’arrangement spatial des éléments du paysage qui prend en compte la contiguïté entre éléments de même nature. C’est une mesure cartographique.
- Continuités agricoles ouvertes

Formes que prennent dans l'espace et dans le temps les enchaînements des espaces ouverts des cultures et des pâtures.
- Continuités naturelles fermées

Formes que prennent dans l'espace et dans le temps les enchaînements de motifs de naturalité. Ces enchaînements forment des continuités actuellement ou potentiellement fermées.
- Continuités ouvertes

Continuités formées par les espaces ouverts soit de l'espace public soit de l'agriculture, et autorisant l'expérience paysagère.
- Continuum

Ensemble des milieux favorables à un groupe écologique et composé de plusieurs éléments continus (sans interruption physique), y compris des zones marginales appartenant à d’autres continuums ou simplement accessibles pour des activités temporaires.
Il inclut par conséquent :
- une ou plusieurs zones nodales ;
- des zones d’extension de moindre qualité que les zones nodales mais correspondant au même type générique de milieu, et ;
- des marges complémentaires partiellement ou temporairement utilisées par la faune caractéristique du continuum, mais d’un autre type de milieu. Cette enveloppe externe est importante comme zone de gagnage et de déplacement pour l’ensemble de la faune caractéristique du continuum. L’utilisation de cette marge complémentaire dépend de la capacité des animaux à s’éloigner des zones de lisières ou des zones refuges. Cette marge de continuum est très polyvalente. Elle sert notamment de corridor pour de nombreuses espèces généralistes, mais également pour quelques espèces spécialisées, au cours de leur phase de dispersion.
- Corridor écologique

Ils constituent des structures spatiales n’engageant aucune notion génétique (mouvements entre les différents habitats saisonniers pour une espèce par exemple).

### Socle théorique scientifique
- Théories de l'écologie du paysage
- Théorie biogéographique des îles (MacArthur et Wilson 1967 ; Brown & Kodric-Brown 1977) : l'insularisation est plus importante quand l’île est petite et isolée.
- Théorie de la fragmentation écopaysagère
- Théorie du fonctionnement en métapopulations
- Théorie de la percolation

### Liens et documents externes

#### Guides, ressources
- Centre de ressources pour la mise en œuvre de la Trame verte et bleue en France
- ENRx (Espaces naturels régionaux du Nord/Pas-de-Calais) et (présentation); Guide « Comment passer à l'action » et « Tirer parti des actions engagées », Cahier technique d'ENRx, 2010-2011
- Katie Meiklejohn, Rob Ament & Gary Tabor, Clarification du vocablulaire (anglophone) ; wildlands ; Center For Large Landscape Conservation

##### En français
- Synthèse bibliographique des études scientifiques sur les corridors biologiques, Degré D., 2007, Équipe écologie du paysage ECOBIO-CAREN, Université de RENNES 1, mai 2007 (Télécharger)
- Efficacité des corridors : qu’en savons-nous vraiment ? Vanpeene-Bruhier S. ; Bourdil C. ; Amsallem J. - Sciences Eaux Territoires, la revue d'Irstea , 2014, n°14, p. 8-13 (téléchargeable).
- Étude du Fonctionnement des métapopulations en biologie de la conservation. Exemple de Ranunculus nodiflorus L., espèce rare et protégée en France, Thèse de Florence NOEL (MNHN)
- Aménagements et mesures pour la petite faune - Guide technique (SETRA, 2005)
- Fragmentation de l'habitat due aux infrastructures de transport - État de l'art ; Rapport de la France (Ministère de l'Equipement - SETRA, 2000)
- Fragmentation et connectivité dans les paysages : importance des habitats corridors pour les petits mammifères, PAILLAT Gilles, BUTET Alain, URA 1853 Ecobio, Laboratoire d'Évolution des Systèmes naturels et Modifiés, Université de Rennes I – M.N.H.N., Avenue Général Leclerc, F-35042, Rennes Cedex.
- Arvicola – 1994 - Tome VI – no 2
- La trame verte à la reconquête de la biodiversité en Alsace (Région Alsace)
- Projet de réseau écologique départemental de l'Isère ; Econat/Conseil général de l'Isère ; 2001).
- Prendre en compte les corridors biologiques (Conseil général de l'Isère ; 2005, téléchargeable.
- Nature sans Frontières (Dossier pédagogique de la FRAPNA ; 2005 (Corridors biologiques ou Campagne pédagogique « Nature sans frontières »)
- Attention passage de faune ! ; Article de Catherine Levêque, in : Les quatre saisons du jardinage (no 150 ; p. 65–68).
- Des batraciens sur nos routes (de Christiane Percsy, Région wallonne, 2005, Service Sensicom de la Direction générale des Ressources naturelles et de l'Environnement)
- Corridor Ecology: The Science and Practice of Linking Landscapes for Biodiversity Conservation, Hilty, Jodi A., Lidicker Jr., William Z., Merenlender, Adina M. Island Press (2006). Paperback,  (ISBN 1-55963-096-5) (ou Cloth, 324 pp.,  (ISBN 1-55963-047-7)).

##### En anglais
- Aars, J., Ims, R.A. 1999. The Effect of Habitat Corridors on Rates of Transfer and Interbreeding between Vole Demes. Ecology, 80 (5):1648-1655.
- Beier, P., Loe, S. 1992. In My Experience: A Checklist for Evaluating Impacts to Wildlife Movement Corridors. Wildlife Society Bulletin, 20 (4):434-440.
- Beier, P., Noss, R.F. 1998. Do Habitat Corridors Provide Connectivity?. Conservation Biology, 12 (6):1241-1252.
- Bennett, A.F. 1999. Linkages in the Landscape: The Role of Corridors and Connectivity in Wildlife Conservation. The World Conservation Union, Gland, Switzerland.
- De Chant, T. 2007. A Future of Conservation. Northfield Habitat Corridors Community Plan, Northfield, Minnesota. (Lien ; accessed December 2007).
- Department of Environment and Conservation (DEC). 2004. Wildlife Corridors. DEC, New South Wales.
- Dole, J.W., Ng, S.J., Sauvajot, R.M. 2004. Use of Highway Undercrossings by Wildlife in Southern California. Biology Conservation, 115 (3):499-507.
- Fleury, A.M., Brown, R.D. 1997. A Framework for the Design of Wildlife Conservation Corridors with Specific Application to Southwestern Ontario. Landscape and Urban Planning, 37 (8):163-186.
- M., S. 2002. Ecology: Insects, Pollen, Seeds, Travel Wildlife Corridors. Science News, 162 (10):269.
- Mech, S.G., Hallett, J.G. 2001. Evaluating the Effectiveness of Corridors: a Genetic Approach. Conservation Biology, 15 (2):467-474.
- Roach, J. 2006. First Evidence that Wildlife Corridors Boost Biodiversity, Study Says. National Geographic Society, Washington, D.C. lien (consulté en novembre 2007).
- Rosenberg, D.K., Noon B.R., Meslow, E.C. 1997. Biological Corridors: Form, Function, and Efficacy. BioScience, 47 (10):667-687.
- Semrad, D. 2007. Fragile Nature. Joel Sartore Photography, Lincoln, NE. lien(consulté en novembre 2007).
- Simberloff, D., Farr, J.A., Cox, J., Mehlman, D.W. 1992. Movement Corridors: Conservation Bargains or Poor Investments ?. Conservation Biology, 6 (4):492-504.
- Sutcliffe, O.L., Thomas, C.D. 1996. Open Corridors Appear to Facilitate Dispersal by Ringlet Butterflies (Aphantopus hyperantus) between Woodland Clearings. Conservation Biology, 10 (5):1359-1365.
- Tewksbury, J.J., Levey, D.J., Haddad, N.M., Sargent, S., Orrock, J.L., Weldon, A., Danielson, B.J., Brinkerhoff, J., Damschen, E.I., Townsend, p. 2002. Corridors Affect Plants, Animals, and Their Interactions in Fragmented Landscapes. Ecology, 99 (20):1223-1226 (Résumé).

#### Voir (vidéos)
- « Corridors biologiques » (Cassette vidéo, Région Nord Pas-de-Calais, 1999 / (épuisée) et Rapport Ecotone (Direction Environnement)
- « Les chemins de la vie - Sauvons les corridors biologiques » - Cassette vidéo et exposition du Conseil Général de l'Isère (Service environnement) ; 2003.
- WN, Conférences (en anglais) sur le thème « Habitat corridors »

#### Colloque
- Colloque/Séminaire international : « Econnect - Restaurer les réseaux de vie » pour la réalisation d'un réseau de continuités écologiques traversant les pays de l'arc alpin, événement organisé à Berchtesgaden, en Allemagne le 28 septembre 2011 ; rapport final en 5 langues dont une version française téléchargeable.
- Econnect 2009

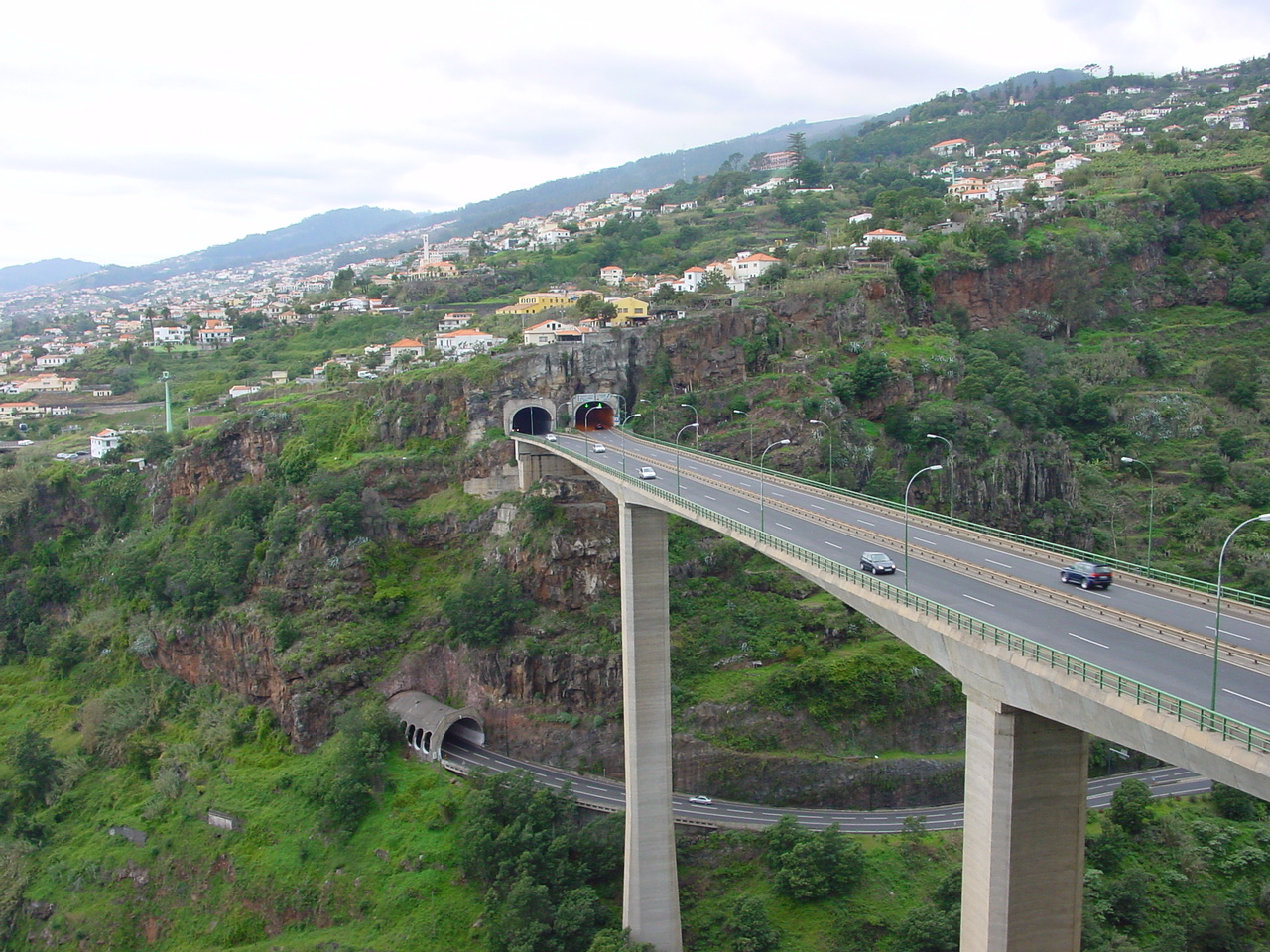
Exemple de double passage en tunnel.